# Zell im Wiesental

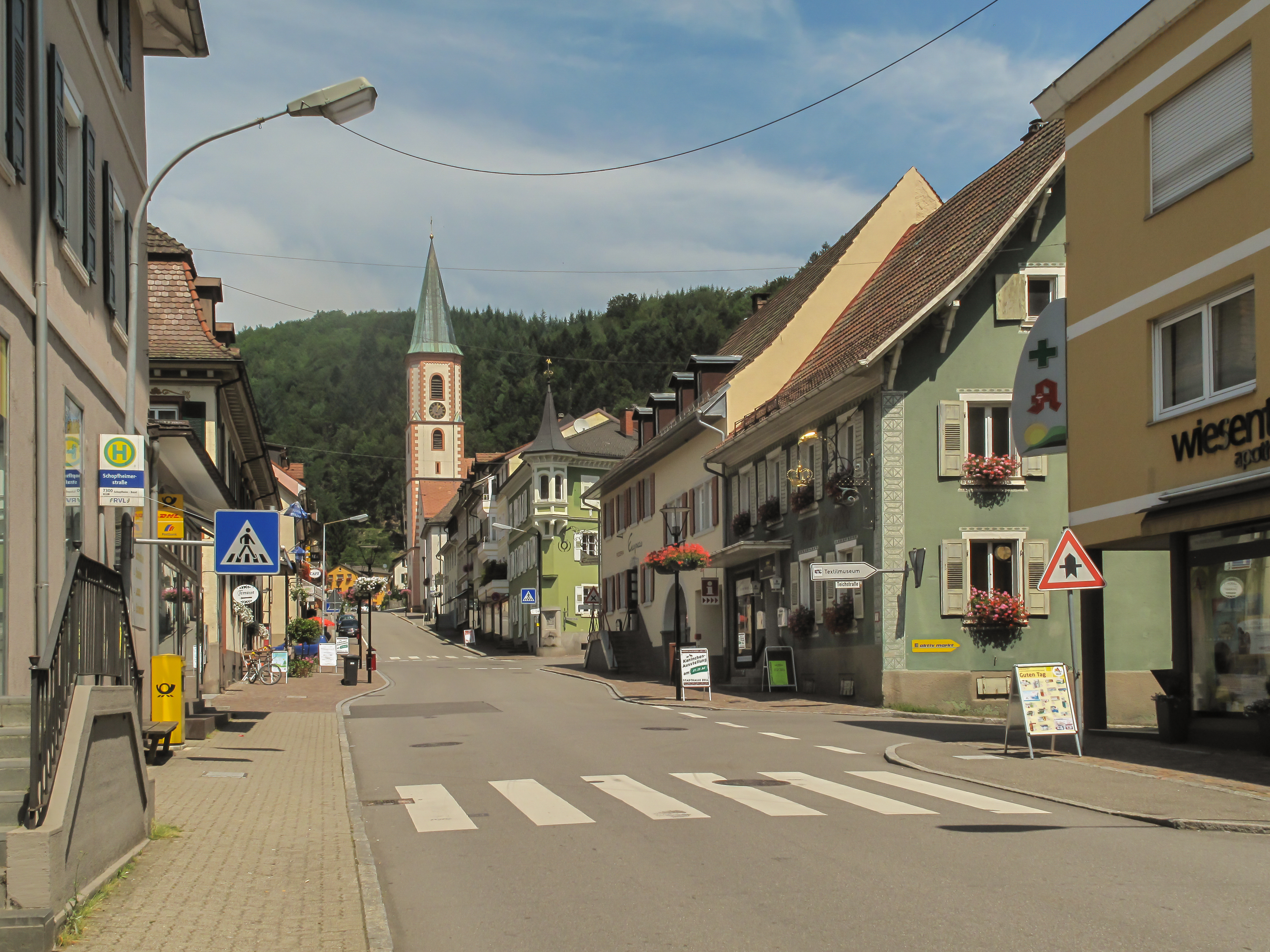
Schopfheimer Straße mit katholischer Stadtpfarrkirche im Hintergrund

Zell im Wiesental ist eine Stadt im Landkreis Lörrach in Baden-Württemberg (Deutschland). Sie wurde wahrscheinlich zu Beginn des 11. Jahrhunderts im Oberen Wiesental als Mönchszelle/Klause des Säckinger Fridolinsklosters gegründet und im Jahr 1275 erstmals urkundlich erwähnt. Zell war Mittelpunkt eines stiftsäckingschen Dinghofes, für den ab dem 14. Jahrhundert die Herren von Schönau das Meieramt hatten. Der Hauptort und die umgebenden Dörfer gehörten zu Vorderösterreich und später zum Großherzogtum Baden, von dessen Großherzog Karl Friedrich Zell im Jahr 1810 das Stadtrecht erhielt. Wie auch im restlichen Wiesental setzte die Industrialisierung in Zell recht früh ein, und im 19. und 20. Jahrhundert war die Stadt ein wichtiger Produktionsort der Badischen Textilindustrie.

## Geographie

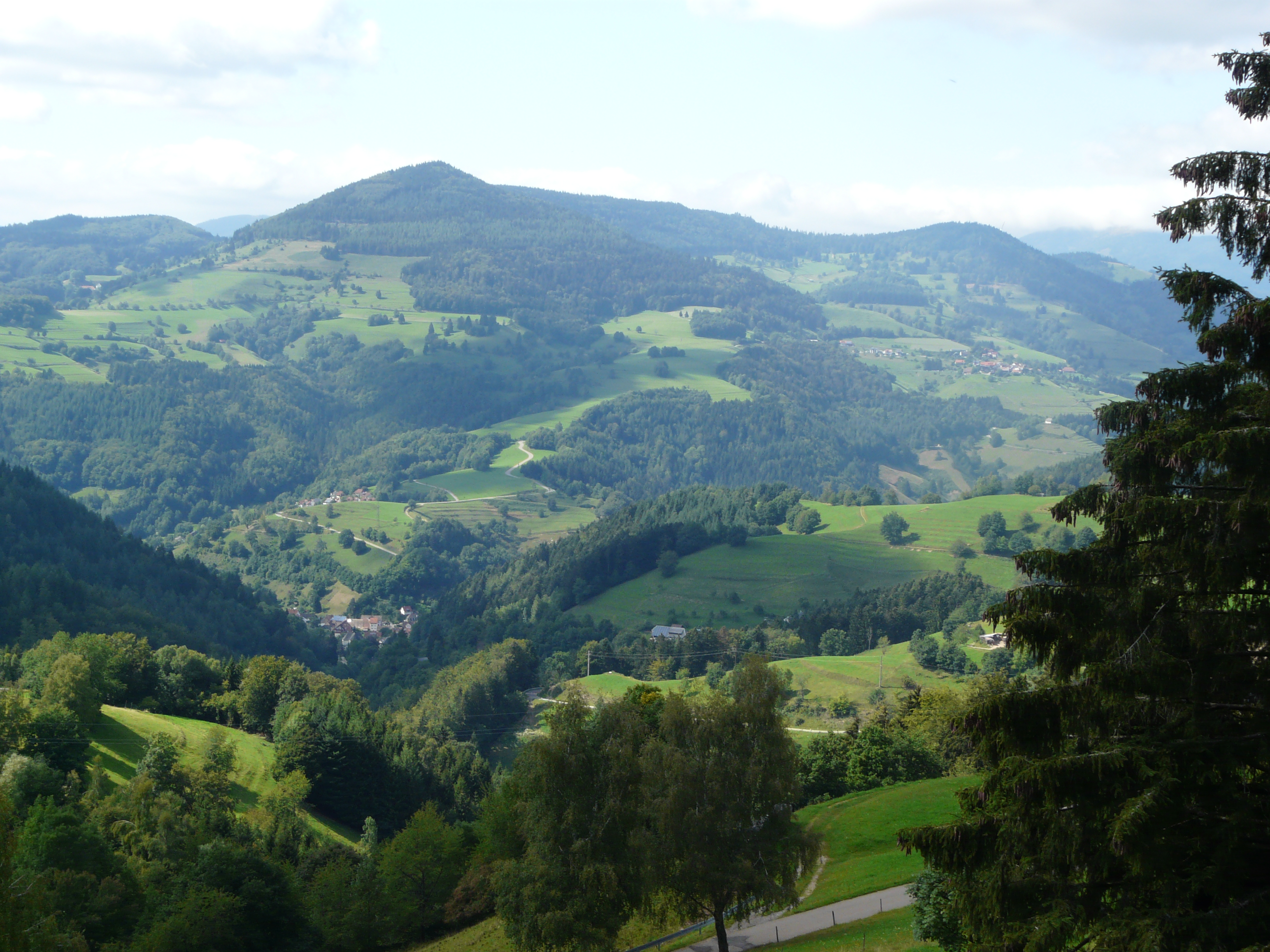
Das Zeller Bergland mit dem dominierenden Zeller Blauen

### Geographische Lage
Zell im Wiesental bildet das Zentrum des Zeller Berglandes, das sich im südlichsten Teil des Schwarzwaldes auf einer Höhe von 415 bis 1300 m über NN zwischen Basel und dem Feldberg im großen Wiesental erstreckt. Dominierende Berge sind zum einen der Zeller Blauen (1077 m) nördlich von Zell und die auf Schopfheimer Gebiet liegende Hohe Möhr (989 m) im Südosten. Auf dem Blauen liegt auch der höchste Punkt des Zeller Gemeindegebiets, am tiefsten ist es im Südwesten an der Grenze zu Hausen auf 415 m. Neben der Stadt selbst zählen ihre Ortschaften Adelsberg, Atzenbach, Gresgen, Mambach, Pfaffenberg und Riedichen sowie die Gemeinde Häg-Ehrsberg zu dieser Region.
Die Ortsteile Zell, Atzenbach und Mambach liegen im Tal der Wiese, während Adelsberg, Gresgen, Pfaffenberg und Riedichen mit 660 m, 708 m, 730 m und 650 m–710 m deutlich höher gelegen sind.
Nachbargemeinden von Zell sind, im Uhrzeigersinn (von Norden beginnend): Kleines Wiesental, Fröhnd, Häg-Ehrsberg, Schopfheim und Hausen im Wiesental. Aufgrund einer Waldexklave nordwestlich der eigentlichen Gemarkung zwischen den Häg-Ehrsberger Ortsteilen Happach und Altenstein grenzt Zell außerdem an Todtmoos und damit an den Landkreis Waldshut.

### Stadtgliederung

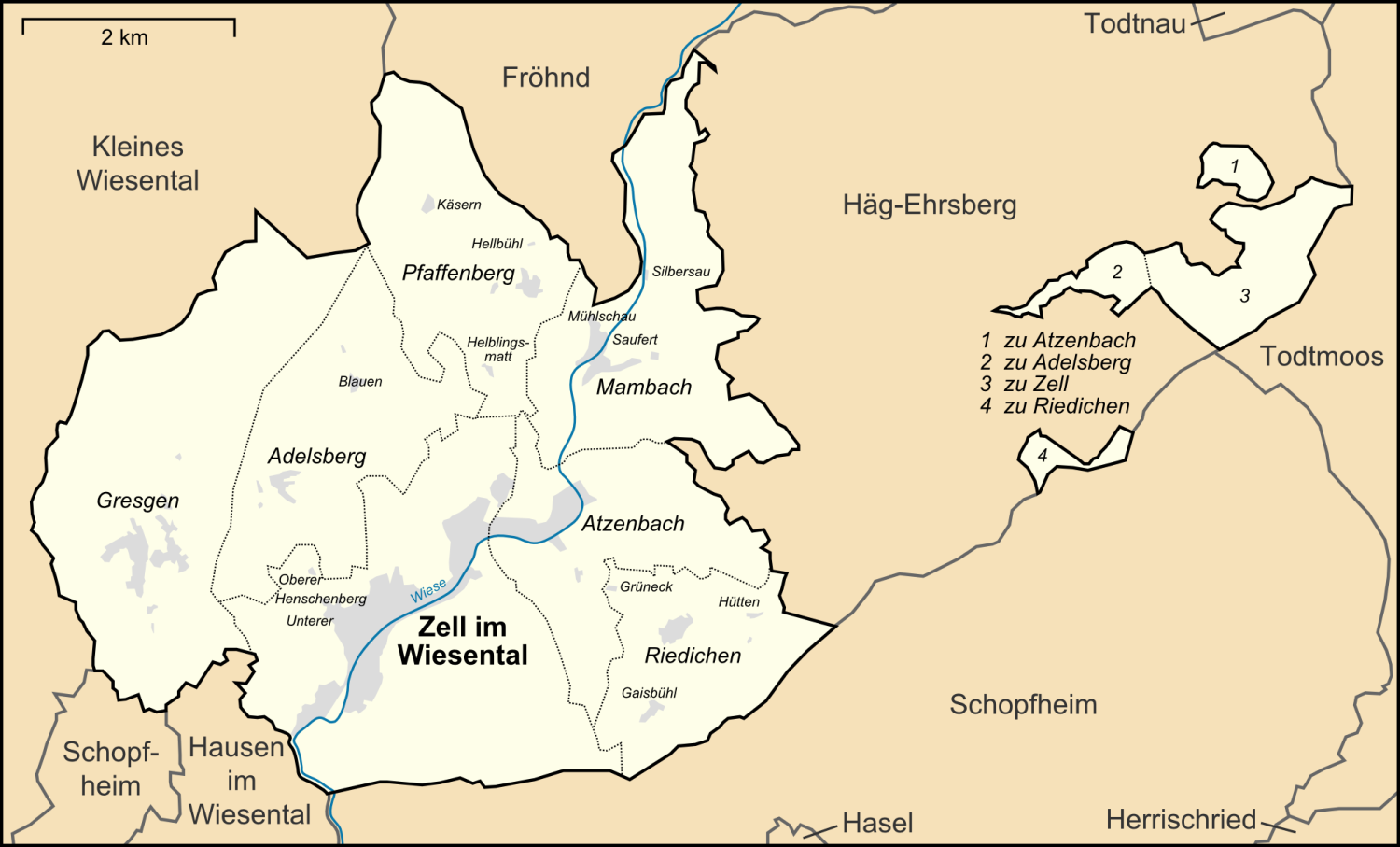
Ortschaften und Wohnplätze

Zur Stadt Zell im Wiesental mit den früher selbstständigen Gemeinden Adelsberg, Atzenbach, Gresgen, Mambach, Pfaffenberg und Riedichen gehören die Stadt Zell im Wiesental und 20 weitere Dörfer, Weiler, Zinken und Höfe oder Häuser.
Zur ehemaligen Gemeinde Adelsberg gehören die Dörfer Adelsberg (mit Ober- und Unterdorf) und Blauen. Die ehemaligen Gemeinden Atzenbach und Gresgen bestehen nur aus den gleichnamigen Dörfern. Zur ehemaligen Gemeinde Mambach gehören das Dorf Mambach, die Zinken Saufert und Silbersau, der Hof Mühlschau, das Haus Baumwollspinnerei und die Bergklause Maria Frieden. Zur ehemaligen Gemeinde Pfaffenberg gehören das Dorf Pfaffenberg, der Weiler Käsern und die Zinken Helblingsmatt und Hollbühl (Biegematthof). Zur ehemaligen Gemeinde Riedichen gehören das Dorf Riedichen, der Weiler Gaisbühl und die Zinken Grüneck und Hütten. Zur Stadt Zell im Wiesental in den Grenzen vom 29. Februar 1972 gehören die Stadt Zell im Wiesental und die Höfe Oberer Henschenberg und Unterer Henschenberg.
Im Gebiet der ehemaligen Gemeinde Atzenbach liegen die Wüstungen Itzingen, Schowingen und Zizingen.
Im Zuge der Säkularisation des Klosters St. Blasien erhielten Zell im Wiesental und einige Teilorte Waldgebiete nordwestlich der eigentlichen Gemarkung geschenkt, die zu den noch heute bestehenden, von Häg-Ehrsberg und Todtmoos umschlossenen Exklaven führten. Von den Gebieten entfallen 156 Hektar zwischen Happach, dem Weiler Forsthof und der Hohe-Muttlen auf Zell. Zu Adelsberg gehören 43 Hektar auf der Sägenhalde bei Schürberg-Säge, zu Atzenbach 25 Hektar beim Kupferbühl westlich von Forsthof und dem St.-Antoni-Pass und auf Riedichen entfallen 24 Hektar beim Dietenschwander Kopf.
Die früher selbstständigen und in den 1970er Jahren eingemeindeten Gemeinden werden nach der Hauptsatzung der Stadt Zell als Stadtteile bezeichnet und bilden Ortschaften im Sinne der baden-württembergischen Gemeindeordnung mit eigenen Ortschaftsräten und Ortsvorstehern als dessen Vorsitzende.

### Geologie
Das Zeller Bergland bildet einen südlichen Ausläufer des Schwarzwaldes, in dem zwei Gesteinstypen vorherrschen: Im Südwesten, an der Grenze zu Hausen, findet sich „Malsburger Granit“, nordöstlich hiervon, um Hohe Möhr und Zeller Blauen, dominiert „Mambacher Syntexit“. Bei letzterem handelt sich um Magmatisches Gestein, das durch eine Durchmischung von Magma mit metamorphen Sedimenten entstand. In beiden Gesteinsregionen finden sich außerdem zahlreiche in Nordwest-Südost-Richtung verlaufende Granit- und Porphyrgänge. In der Riß-Kaltzeit war Zell vollständig von Eis bedeckt, in der Würm-Kaltzeit reichte der Wiesegletscher bis vor Atzenbach; allfällige Moränen wurden allerdings wahrscheinlich von den Schmelzwässern und der Erosion weggewaschen.

### Klima
Aufgrund der großen Höhendifferenzen in der Zeller Gemarkung bestehen auch deutliche Klimaunterschiede zwischen den verschiedenen Ortsteilen, wobei die höher gelegenen Ortsteile in der Regel niedrigere Temperaturen und höhere Niederschlagsmengen aufweisen, die sich auch darin manifestieren, dass die Apfelblüte dort etwa 10 Tage später als im Tal erfolgt.
Eine Wetterstation besteht im Schopfheimer Ortsteil Eichen auf ähnlicher Höhe wie die Stadt Zell. Die dort gemessenen Temperatur- und Niederschlagswerte sind in der folgenden Tabelle wiedergegeben:
|                        | Jan   | Feb  | Mär  | Apr  | Mai   | Jun   | Jul  | Aug   | Sep  | Okt  | Nov   | Dez   |   |      |
| Mittl. Temperatur (°C) | −0,7  | 1,0  | 4,0  | 8,1  | 12,4  | 15,8  | 17,9 | 16,9  | 13,7 | 8,8  | 3,6   | 0,2   | ⌀ | 8,5  |
|                        |       |      |      |      |       |       |      |       |      |      |       |       |   |      |
| Niederschlag (mm)      | 105,2 | 88,1 | 92,2 | 93,4 | 110,4 | 110,9 | 92,9 | 110,1 | 83,3 | 86,8 | 100,5 | 111,2 | Σ | 1185 |

|  |

|  |

|  |

|  |

|  |

|  |

|  |

|  |

|  |

|  |

|  |

|  |

|  |

|  |

|  |

|  |

|  |

|  |

|  |

|  |

|  |

|  |

|  |

|  |

Seit 1987 besteht darüber hinaus eine Station im Zeller Ortsteil Pfaffenberg auf 730 m. 1988 registrierte diese Station ein gegenüber Eichen um rund 550 mm höheres Niederschlagsniveau.

### Naturlandschaft
Das gesamte Gemeindegebiet Zells ist Teil des Naturparks Südschwarzwald und des Biosphärengebiet Schwarzwald.
Daneben hat Zell noch Anteil an zwei Fauna-Flora-Habitat (FFH)-Gebieten:
111,87 Hektar der Gemarkung gehören zum FFH-Gebiet „Weidfelder im Oberen Wiesental“. Die für den Hochschwarzwald typische Kulturlandschaft aus Weidfeldern, Buchenwäldern und Wiesenbächen hat eine Gesamtfläche von mehr als 1700 Hektar und bietet unter anderem Lebensraum für Groppe, Bachneunauge, Grünes Gabelzahnmoos, Spanische Fahne und Großes Mausohr.
3,53 Hektar der Gemarkung gehören außerdem zum FFH-Gebiet „Röttler Wald“. Es handelt sich dabei um ein über mehrere Gemeinden verteiltes, mehr als 2500 Hektar großes, strukturreiches Wald- und Wiesengebiet mit Buchenaltbeständen. Zu den darin heimischen Arten gehören die Gelbbauchunke, der Hirschkäfer, die Helm-Azurjungfer, das Grüne Gabelzahnmoos, die Bechstein- und die Wimperfledermaus sowie das Große Mausohr.
Ein kleines Gemarkungsstück von 1,71 Hektar ist darüber hinaus Teil der SPA „Südschwarzwald“ (Gesamtfläche 33.515,91 Hektar), zu dessen Arteninventar unter anderem der Uhu, Wanderfalke, Schwarzmilan, Wespenbussard und der Zitronengirlitz gehören.
Außerdem befinden sich auf Zeller Gemarkung sieben Naturdenkmäler. Dabei handelt es sich um die Bergkuppe des „Rümmelesbühl“ bei Gresgen, die Atzenbacher Wasserfälle, die Höllwasserfälle bei Pfaffenberg, die Fischbach-Wasserfälle bei Zell sowie um drei Bäume: Eine einzelstehende Weide-Linde im „Moosrain“ bei Pfaffenberg, die Fichte „Einsame Tanne“ in der Nähe der Hohen Möhr sowie eine Weidbuche im „Erlenboden“ bei Gresgen.

## Geschichte

### Erste Besiedlung und Erwähnung
Zell wurde vermutlich um das Jahr 1000 als Mönchskolonie oder Einsiedelei (cella) des Säckinger Fridolinsklosters Säckingen gegründet. Erstmals urkundlich erwähnt wurde Zell im Jahr 1275 im Zehntbuch der Diözese Konstanz. Darin werden von Pfarrer Waltherus in Celle zwei Raten zu 34 und 33 Pfund Basler Währung als Kreuzzugszehnt verlangt.
Von den heutigen Ortsteilen wurden Atzenbach und Gresgen noch vor Zell urkundlich genannt. Beide tauchen als Atzo und Greszkon in einer Schenkungsurkunde von Walcho von Waldeck aus dem Jahr 1113 auf. Der Ortsname Gresgen beruht dabei wohl auf Grasinchoven, ein Name, der auf eine Entstehung im 9. oder 10. Jahrhundert hindeutet. Die anderen Ortsteile wurden allesamt erst später erwähnt: Mambach im Jahre 1377, Pfaffenberg und Riedichen (gemeinsam mit dem Gaisbühl, aber ohne das bereits 1396 erwähnte Käsern) im Säckinger Zinsrodel des Jahres 1439. Dasselbe gilt auch für den Adelsberg, in dem allerdings ein vermutlich aus dem 13. Jahrhundert stammender Wohnturm besteht.

### Dinghof und Vogtei des Stifts Säckingen
Die Besitzverhältnisse auf der heutigen Zeller Gemarkung waren geprägt von zahlreichen Herrschaften, Ansprüchen und Rechten (siehe hierzu auch den Artikel zur Geschichte des Wiesentals). Zu erwähnen sind hierbei vor allem die Klöster St. Blasien und Säckingen sowie die Herren von Stein und die Röttelsche Seitenlinie derer von Rotenberg, die vor allem in Gresgen begütert war. Nach mehrmaligen Schenkungen kam es aber dann zu einer gewissen Konsolidierung, wobei das gesamte heutige Gemeindegebiet mit Ausnahme Gresgens an das Stift Säckingen und dadurch an die Habsburger (Vorderösterreich), Gresgen unter markgräflich-badische Oberherrschaft gelangte.
Zell bildete dabei den Hauptort eines Dinghofes bzw. einer Vogtei. Diese umfasste mit Ausnahme Gresgens die gesamte Fläche der heutigen politischen Gemeinden Zell und Häg-Ehrsberg, eine Fläche von rund 5200 Hektar. Das Meieramt über den Hof war im 14. Jahrhundert von der Familie derer von Stein/Altenstein auf die mit ihnen verwandten Schönauer übergegangen, die dadurch eine bis 1831 andauernde Grundherrschaft über die Vogtei begründen konnten. Die Lokalisation der Burg Altenstein ist umstritten; die den Herren vom Stein gehörende Burg wird entweder beim gleichnamigen Ortsteil der Gemeinde Häg-Ehrsberg oder auf dem „Henschenberg“ bei Zell vermutet.

### Grundherrschaft der Herren von Schönau

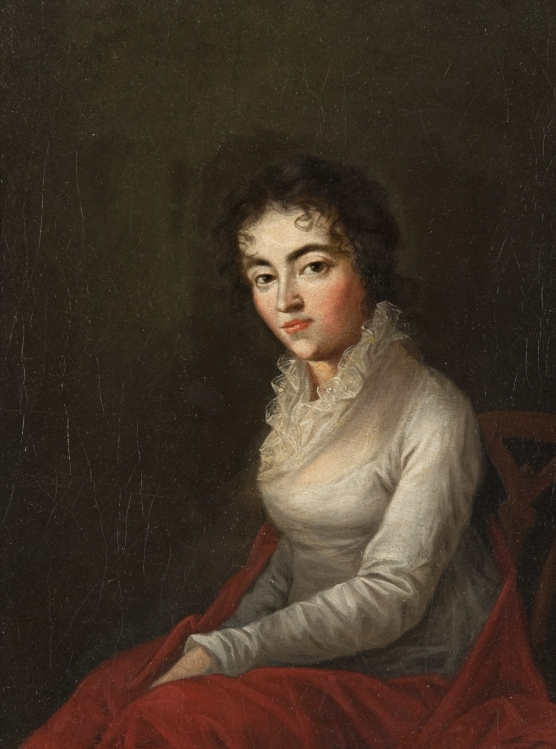
Constanze Weber wurde am 5. Januar 1762 als Tochter des Amtmanns Fridolin Weber in Zell geboren

Die Verwaltung der Vogtei oblag zum einen dem von der Bürgerschaft auf zwei Jahre gewählten Vogt, zum andern dem vom herrschaftlichen Haus bestimmten Amtmann. Bekanntester Amtmann war dabei sicherlich Franz Fridolin Weber, der Onkel von Carl Maria von Weber und Schwiegervater Mozarts, der das Amt von 1754 bis 1763 bekleidete.
Zwischen den verschiedenen Instanzen – Stift Säckingen, herrschaftliche Familie Schönau und der Vogtei – kam es vor allem ab dem 16. Jahrhundert, als die Schönauer immer mehr Befugnisse und Rechte erlangten und auf eine Grundherrschaft anstatt eines stiftschen Lehens drangen, zu Streitigkeiten und Prozessen. Zwar musste die adlige Grundherrschaft einige Rückschläge erleiden, ab 1601 sprach der Säckingsche Lehensbrief für die Herren von Schönau aber nicht mehr vom Meieramt, sondern von der hohen und niederen Gerichtsbarkeit über die Dörfer der Vogtei Zell.
Neben diesen Streitigkeiten wurde die Bevölkerung von Kriegen und den damit verbundenen Fronen und Abgaben geplagt. Im Zuge des Krieges zwischen Österreich und der Eidgenossenschaft (siehe auch Schlacht bei St. Jakob an der Birs) zogen Ende des 15. Jahrhunderts plündernde Armagnaken durch die Gegend, wobei es angeblich nördlich von Zell bei Schönenbuchen zu einem Gefecht zwischen zwei Armagnakengruppen kam. 1446 erfolgte außerdem ein Feldzug der Basler gegen die vorderösterreichischen Besitzungen der Habsburger, in dessen Verlauf auch Zell am Ostermontag geplündert wurde. Zum Schutz gegen umherziehende Plünderer errichtete die Bevölkerung vielerorten sogenannte Landhage (alemannisch Hag für einen Zaun). Von einem solchen Hag könnte sich auch die Unterteilung der Vogtei Zell in Vorderhag (die heutige Gemeinde Zell ohne Gresgen) und Hinterhag (die heutige Gemeinde Häg-Ehrsberg) ableiten. Eine alternative Deutung sieht in dem namensgebenden Hag einen Schutzwall gegen die Ausbreitung einer Seuche. Weiteres Ungemach folgte während des Dreißigjährigen Krieges. Aufgrund der durch das Wiesental verlaufenden konfessionellen Grenze zwischen dem katholischen Vorderösterreich und dem protestantischen Baden-Durlach kam es insbesondere in der zweiten Kriegshälfte zu mehreren Kriegshandlungen im badischen Oberland. Schwedische und kaiserliche Truppen lieferten sich Gefechte und besetzten im oftmaligen Wechsel Gebiete, plünderten und brandschatzten. Zell wurde von schwedischen Truppen besetzt, wobei der Turm der Pfarrkirche in Brand gesetzt wurde. Weitere Kriegslasten und -schäden entstanden im Zuge der Kriege Ludwigs XIV., wobei Zell aber offenbar im Vergleich zu anderen Ortschaften wie Schönau oder Schopfheim recht glücklich davonkam und „nur“ unter Besatzungskosten und Frondiensten zur Errichtung des von Markgraf Ludwig Wilhelm von Baden-Baden konzipierten Verteidigungssystems im Schwarzwald zu leiden hatte. Ähnlich erging es den Zellern im Spanischen Erbfolgekrieg. Im Polnischen und Österreichischen Erbfolgekrieg dagegen wurde die Stadt neben Einquartierungen und Frondiensten auch mehrmals von den Franzosen besetzt und mit hohen Kontributionen belegt. 1735 nahmen die Franzosen dabei den Amtmann, den Vogt und acht weitere Bürger und Geschworene als Geiseln mit nach Hüningen. Ebenfalls besetzt wurde Zell im Jahr 1796 im Zuge des Ersten Koalitionskrieges. Am 22. Oktober kam es dabei auf der Schwarznau zum Gefecht zwischen den Franzosen auf der einen Seite und 400 kaiserlichen Soldaten sowie Wiesentäler Miliz auf der anderen Seite. Die Franzosen wurden zum Rückzug aus dem Wiesental gezwungen, allerdings waren sechs Bürger der Zeller Vogtei gefallen, acht weitere waren verwundet worden. Zu einem weiteren Gefecht kam es 1799, als ein Angriff der Franzosen von einer österreichischen Scharfschützenkompanie abgeschlagen wurde.

### Frühe Industrialisierung
Untrennbar mit der Industrialisierung in Zell verbunden ist der Name des Vogtes Meinrad Montfort und seines Bruders Peter. 1776 beantragte der Vogt die Genehmigung für den Bau einer Hammerschmiede. Die vorderösterreichische Regierung genehmigte und unterstützte das Vorhaben gegen den Widerstand der Gemeinde und der Bevölkerung, die eine größere Brandgefahr befürchtete. In der Folge kam es zu Beschädigungen der im Bau befindlichen Schmiede, was darin mündete, dass eine Militärabteilung nach Zell beordert wurde und mehrere Bürger ins Zuchthaus kamen. Nach weiterem administrativem Hin und Her erwarben die Gebrüder Montfort schließlich ein Gelände auf der Schwarznau im Süden der Stadt und errichteten dort ihre Hammerschmiede.
Neben der Hammerschmiede betätigte sich Montfort auch auf dem Gebiet der Textilherstellung im Verlagswesen: Er ließ in Zell Baumwolle spinnen und ließ Weber aus Augsburg kommen, um die Einheimischen auch in dieser Tätigkeit auszubilden. Daneben betrieben er und sein Bruder auch eine Mühle, eine Brauerei und eine Bleicherei. Im Zuge der Französischen Revolution und der später von Napoleon Bonaparte verhängten Kontinentalsperre kamen die Montfortschen Unternehmungen allerdings in Schwierigkeiten; die Baumwollfabrik ging ein, einzig eine kleine Baumwollweberei überlebte, bis sie 1837 verkauft wurde. Die Hammerschmiede wurde 1856 an den Hausener Jakob Bernauer verkauft und zu einer Gießerei umgebaut.

### Badische Stadt

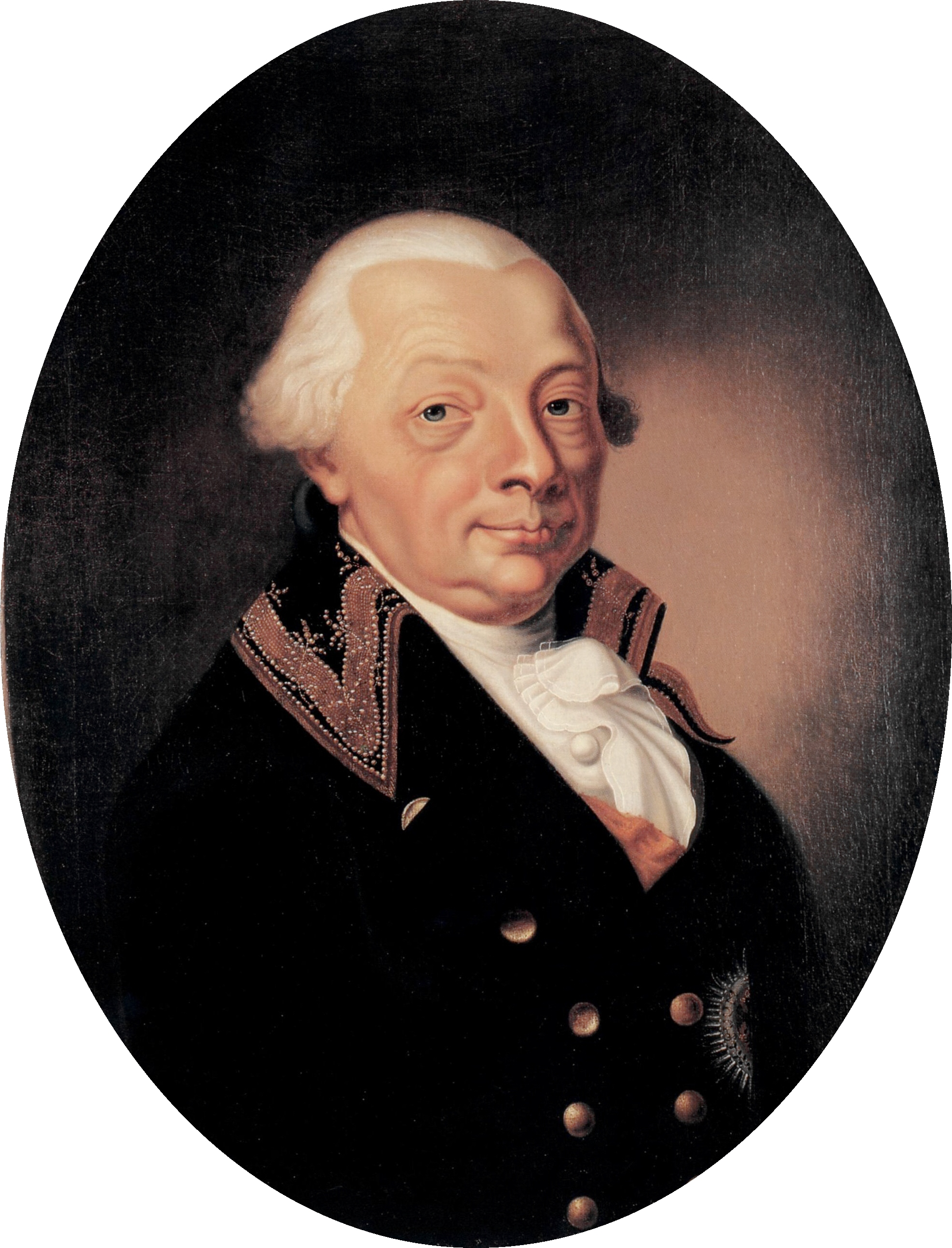
Großherzog Karl Friedrich von Baden verlieh Zell 1810 die Stadtrechte

Durch den Frieden von Pressburg fiel Vorderösterreich und mit ihm die Vogtei Zell an Baden, das 1806 zum Großherzogtum avancierte. Dem neuen Großherzogtum fiel auch der Besitz der Abtei St. Blasien zu, zu dem unter anderem auch Wald zwischen Todtmoos und dem Hinterhag gehörte; Dieser „Superioriatswald“ wurde Zell und den umliegenden Dörfern vom neuen Großherzog geschenkt. Diese Schenkung bildete die Grundlage für die später entstandene Waldexklave der Gemeinde Zell zwischen Häg-Ehrsberg und Todtmoos.
Im Jahr 1810 erhielt Zell außerdem durch Großherzog Karl Friedrich das Stadtrecht verliehen. Darüber hinaus wurde die ehemalige Vogtei Zell aufgelöst. Der Hinterhag hatte bereits seit 1779 eine eigene Pfarrei Häg, darauf folgende Gesuche um politische Unabhängigkeit waren allerdings abgelehnt worden. Am 1. Juni 1811 wurde dann jedoch beschlossen, die Vogtei Hinterhag auf die neuen Gemeinden Häg und Ehrsberg aufzuteilen und von Zell abzutrennen. Im gleichen Jahr wurden außerdem die Gemeinden Adelsberg, Atzenbach, Mambach, Pfaffenberg und Riedichen gegründet und ebenfalls von Zell getrennt, wodurch die Stadt Zell auf die eigentliche Kernstadt beschränkt war. Die übergeordnete Verwaltungsbehörde für die neuen Gemeinden wurde das Amt Schönau, für die bereits bestehende Gemeinde Gresgen wurde 1809 das Amt Schopfheim zuständig.
Am 23. Juli 1818 wurde die Stadt durch einen Großbrand fast vollständig zerstört. Innerhalb einer halben Stunde brannten 64 Häuser nieder, insgesamt wurden 72 zerstört, zwei Frauen starben infolge des Brandes. Der Wiederaufbau erfolgte nach grundlegend neuen Plänen und gab der Stadt ihren heutigen Kern.

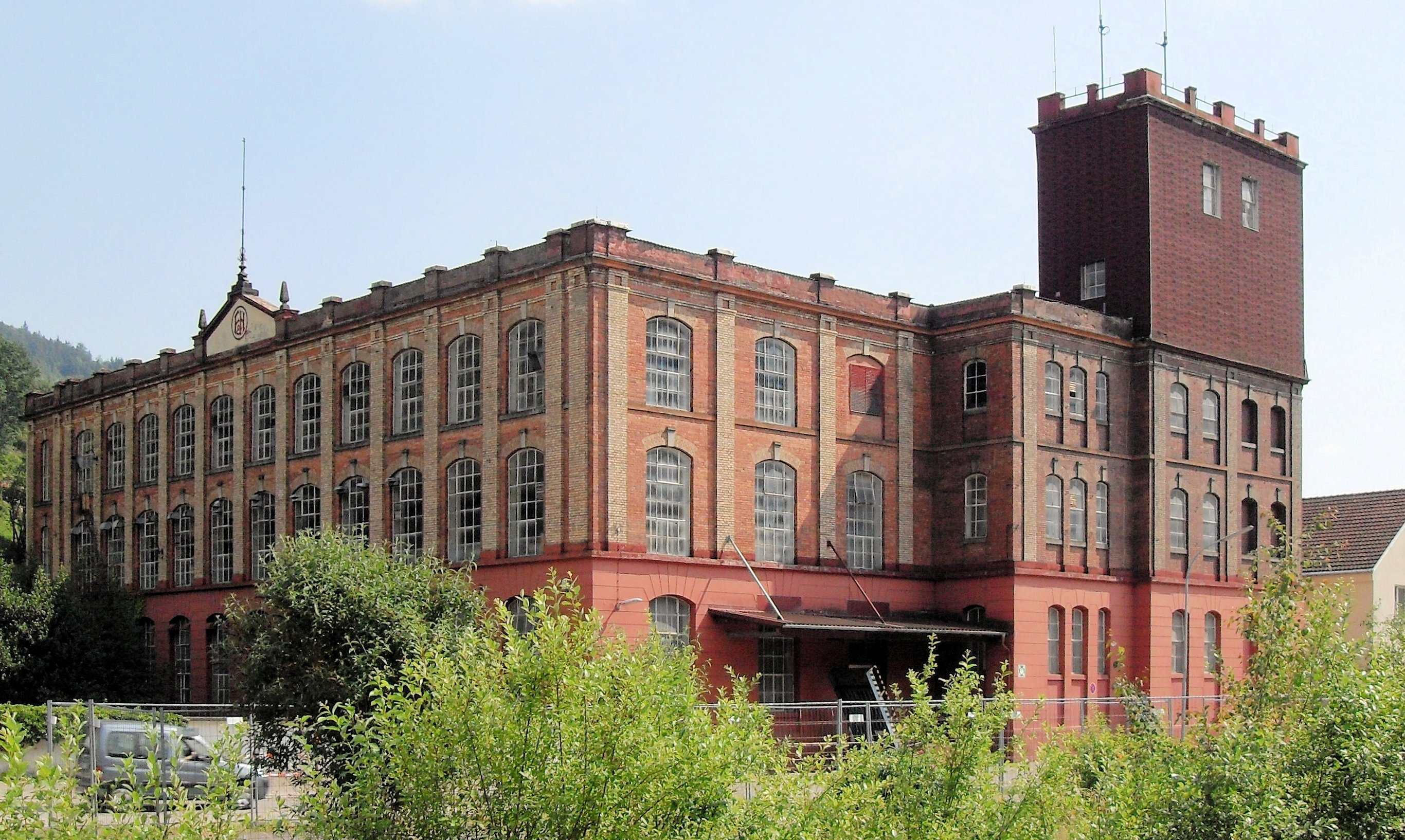
Einer der ehemaligen Textilbetriebe in Zell

### Die 48er Revolutionen und das Erstarken der Textilindustrie
Die Montfortschen Unternehmungen hatten Ende des 18. Jahrhunderts zwar keinen langfristigen Erfolg gehabt, legten aber den Grundstein für die endgültige Industrialisierung der Stadt, die dann in der ersten Hälfte des 19. Jahrhunderts einsetzte, als Schweizer Fabrikanten vermehrt im Wiesental investierten. Im Jahr 1819 errichtete Peter Köchlin eine Handweberei mit 250 Webstühlen, die 1840 in eine Spinnerei umgewandelt wurde. 1837 übernahm Köchlin außerdem eine insolvente Mühle und richtete auf dem Gelände eine mechanische Baumwollschlichterei ein, ein Zuliefererbetrieb für seine Handweberei. Köchlins Sohn Johann Albert erbaute 1853 eine Weberei, in der die Webstühle von Wasserkraft angetrieben wurden. Im selben Jahr wurde außerdem auf dem Gelände der ehemaligen Montfortschen Cotton-Weberei eine Florettspinnerei Bölger und Ringwald eingerichtet. Vier Jahre zuvor, im Jahr 1849, war außerdem in Atzenbach eine Spinnerei gegründet worden.
In die Zeit der zunehmenden Industrialisierung Zells fiel auch die Badische Revolution von 1848/49. In Zell bestand unter Leitung mehrerer Wirte (darunter auch Peter Montfort) und des Bürgermeisters Alois Thoma ein demokratischer Volksverein. So kann nicht verwundern, dass sich 80 Zeller dem Heckerzug anschlossen, als dieser am 18. April 1848 rund 1000 Mann stark durch die Stadt zog. Zwei Tage später marschierten auch Franz Sigels Revolutionäre durch Zell Richtung Schopfheim, kamen allerdings schon tags darauf wieder zurück, nachdem sie von der Niederlage Heckers im Gefecht auf der Scheideck erfahren hatten. Als dritte Gruppe zog schließlich am 26. April Georg Herweghs „Deutsche Legion“ in der Stadt ein, um zu rasten. Da Regierungstruppen jedoch bereits in Schönau und Schopfheim waren, brachen die Legionäre nach Rast und Diskussion wieder auf und wurden schließlich bei Niederdossenbach besiegt. Auch Gustav Struve zog durch Zell. Nach Niederschlagung der Mairevolution 1849 wurden Teile eines preußischen Infanterieregiments in der Stadt stationiert. Im Vergleich zu nahen Gemeinden hatte Zell recht hohe Kriegskosten von fast 2500 Gulden zu tragen.

### Zell wird Industriestadt
Nach dem Ende der Badischen Revolution trat eine gewisse Stabilität ein, kurz unterbrochen von den Reichseinigungskriegen, in denen auch mehrere Zeller dienen mussten. Im Rahmen des Deutsch-Französischen Krieges war dabei ein Todesfall zu beklagen.
Die Industrie in Zell wuchs in dieser Zeit weiter an, und es kam sowohl zu einer Verschiebung der Bevölkerung, als immer mehr Menschen aus den Bergdörfern Adelsberg, Pfaffenberg und Riedichen nach Atzenbach und Zell zogen, als auch zu einem generellen Bevölkerungswachstum. Die Bevölkerung des heutigen Stadtgebietes wuchs zwischen 1852 und 1910 um 58,6 % auf 6046 Bewohner. Die Bevölkerung der Kernstadt Zell wuchs im selben Zeitraum um 158,7 %, was die Ungleichmäßigkeit dieses Wachstums und die Anziehungskraft der im Tal angesiedelten Fabriken zeigt.

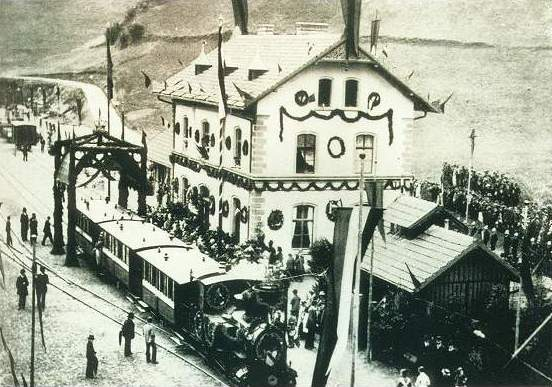
Eröffnungszug des Todtnauerli am 7. Juli 1889 in Todtnau

Am 5. Juni 1876 erhielt Zell außerdem Anschluss an die Wiesentalbahn; rund 13 Jahre später, am 7. Juli 1889, wurde außerdem die Bahnstrecke Zell im Wiesental–Todtnau, im Volksmund als Todtnauerli bekannt, eröffnet.
In derselben Zeit ergaben sich für die Zeller Textilindustrie wichtige und prägende Besitzveränderungen. 1883 erwarben Gottfried Feßmann und Theodor Hecker aus Kirchheim-Teck die Köchlinsche Spinnerei, die in der Folgezeit unter dem Namen „Feßmann und Hecker“ stark anwuchs und zu einem der wichtigsten Zeller Betriebe wurde. Ein weiterer wichtiger Betrieb entstand 1880, als der Freiburger Bankier Christian Mez die ehemals von Albert Köchlin betriebene Weberei erwarb und sie als „Mechanische Weberei Zell“ weiter ausbaute und schließlich in eine Aktiengesellschaft überführte. 1889 betrieb die „Webi“ 550 Webstühle, und in der Zeit danach wuchs das Unternehmen durch Errichtung einer Fabrik in Hottingen und des Zukaufs der Weberei im Häger Ortsteil Rohmatt noch weiter.
Die Florettspinnerei Bögler und Ringwald hatte ebenfalls mehrmals den Besitzer gewechselt; ab 1893 firmierte sie als Zimerlin-Forcart & Cie. Die Spinnerei Atzenbach übernahm 1894 eine Kammgarnspinnerei in Mambach und fusionierte 1910 mit der Spinnerei in Schopfheim.
Das zunehmende Wachstum der Textilindustrie und ihr Bedarf an Maschinen sorgte auch für das Entstehen von Maschinenbauunternehmen. 1885 gründete Karl Wittig eine Maschinenfabrik in der Innenstadt, und 1898 erwarb Josef Krückels auf der äußeren Schwarznau im Süden der Gemarkung das Gelände einer in finanzielle Schwierigkeiten geratenen Firma und errichtete eine auf die Herstellung von Textilmaschinen spezialisierte Fabrik. Hauptprodukt war eine von Krückels entworfene Schlichtmaschine.

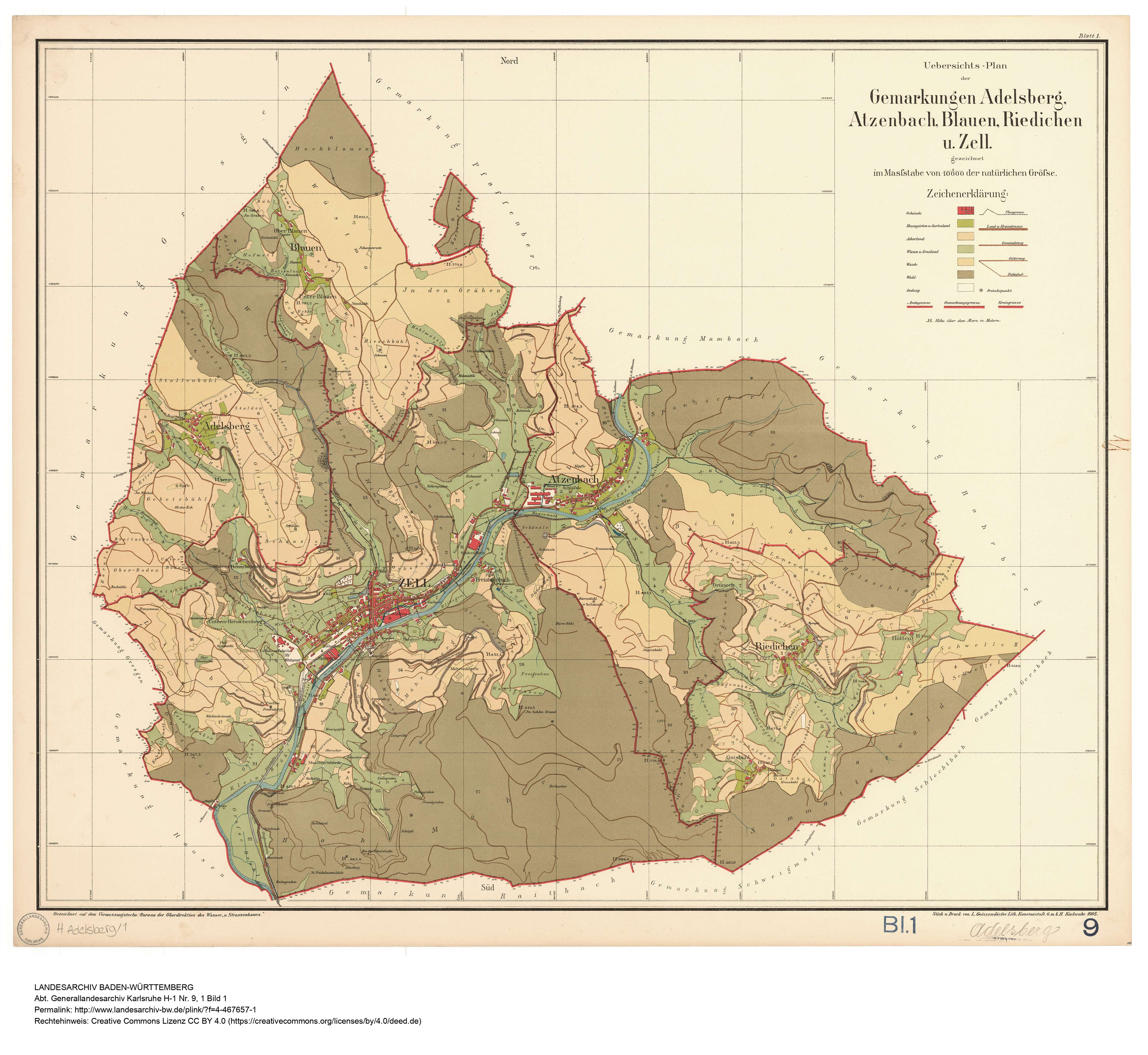
Historische Karte von Adelsberg, Atzenbach, Blauen, Riedichen und Zell im Wiesental

Neben den bereits genannten Unternehmen entstanden in der zweiten Hälfte des 19. Jahrhunderts in Zell noch weitere Betriebe, so zum Beispiel Fabriken zur Herstellung von Zellulose, Leder und Papierhülsen. Das Wachstum der Zeller Industrie lief dabei nicht ohne Rückschläge ab; mehrmals kam es zu Bränden (1903 in der Spinnerei Feßmann & Hecker, 1909 in der Weberei), und 1902 ging eine seit 1850 bestehende Maschinenbaufabrik Konkurs.
Ein weiterer Einschnitt kam mit dem Ersten Weltkrieg; zahlreiche Fabriken mussten auf Kriegsproduktion umstellen, sodass in Zell nun Granaten gedreht und Holzschuhböden sowie nitrierte Zellulose hergestellt wurden. Die leistungsfähige Spinnerei Feßmann & Hecker war eine der wenigen badischen Fabriken, denen die Fortsetzung der Garnproduktion erlaubt wurde.
Von einer direkten Einwirkung des Krieges blieb die Stadt Zell (vom gelegentlichen Abwerfen französischer Flugblätter abgesehen) verschont. Allerdings wurden im städtischen Krankenhaus und im Gebäude der Gewerbeschule Lazarette eingerichtet, und allein aus der Stadt Zell mussten 657 junge Männer in der Armee dienen, wovon 124 verstarben. Bezogen auf das heutige Gemeindegebiet betrugen die Verluste 204 Gefallene und 9 Vermisste.

### Die Wiesentäler Textilunruhen
Nach dem Weltkrieg kehrte die Zeller Textilindustrie wieder zu ihrer alten Produktion zurück; 1920 beschäftigte die Zeller Weberei 570 Personen, die Spinnerei Feßmann und Hecker hatte ein Jahr später 330 Arbeitskräfte.
Im selben Jahr fusionierten die Mechanische Weberei Zell mit der Spinnerei und Weberei Schönau zur Spinnereien und Webereien Zell-Schönau AG, die nunmehr über 1200 Beschäftigte hatte. Weitere 412 Menschen waren in der Zimerlin-Forcart & Cie-Spinnerei beschäftigt, die inzwischen nach dem Schappe-Verfahren spann.
Die dem Ersten Weltkrieg folgende Hyperinflation traf Zell ab Sommer 1923 mit voller Wucht; die Banken konnten nicht mehr genügend Bargeld heranschaffen, weshalb die Arbeiter ihre Löhne oft nur mit Verzögerungen und den damit verbundenen Kaufkraftverlusten erhielten. Unter den Arbeitern wuchs die Unzufriedenheit, und insbesondere in Zell hatten die Kommunisten Zulauf. Am 14. September 1923 begann in Lörrach ein Generalstreik, woraufhin die Stadt von 300 Schutzpolizisten besetzt wurde. Drei Tage darauf, am 17. September, begann auch in Zell ein Streik. Noch am selben Tag kam es allerdings zu einer Einigung mit den Arbeitgebern, die den Arbeitern eine wirtschaftliche Beihilfe von 50 Schweizer Franken zusagten. Tags darauf kam es zu einer weiteren, an die Landesregierung gerichteten Protestaktion, die in Zell aber, im Gegensatz zu Schopfheim, friedlich verlief. Am gleichen Tag wurde über die Amtsbezirke Schopfheim, Lörrach, Schönau und Säckingen der Ausnahmezustand verhängt.
Zell kam dennoch nicht zur Ruhe; im November wurde ein Umsturzplan aufgedeckt, der das Ziel hatte, eine kommunistische „Süddeutsche Republik“ zu errichten; eine aus Waldshut herbeibeordnete Polizeihundertschaft fand Munitions- und Sprengstoffvorräte. 32 Zuchthausstrafen wurden verhängt, 17 davon gegen Zeller Bürger.
1925 stellte die Zeller Zellulosefabrik mit bis dato 150 Beschäftigten ihre Produktion ein, zehn Jahre später wanderte die Maschinenbaufabrik Wittig nach Schopfheim ab.

### Nationalsozialismus und Zweiter Weltkrieg

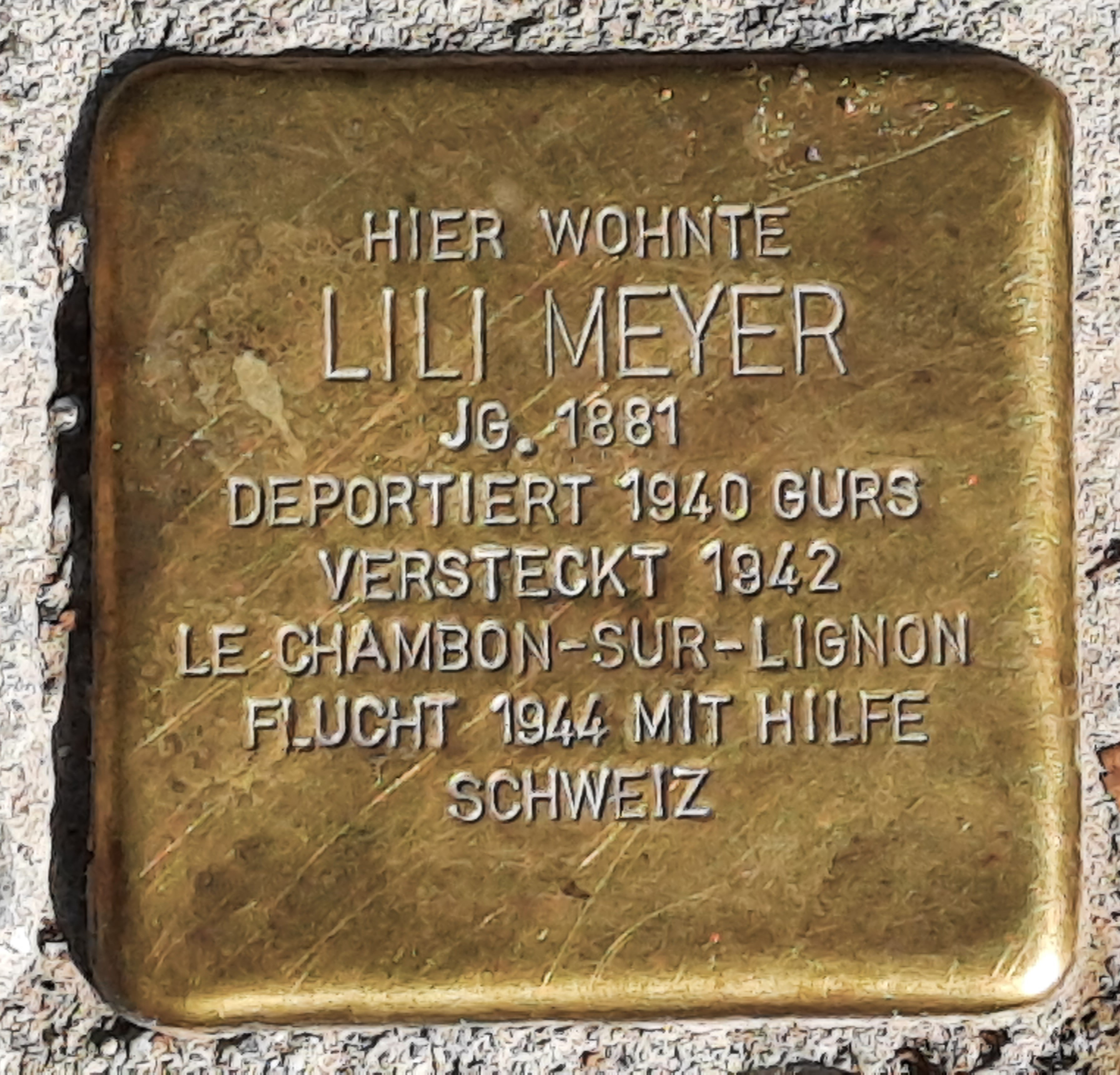
Stolperstein für Lili Meyer

Gleich nach der „Machtergreifung“ der Nationalsozialisten kam es zu Verhaftungen von Kommunisten. Vereine und Parteien wurden bald aufgelöst oder gleichgeschaltet. Durch die 1935 beschlossene Gemeindeordnung verlor Zell das Stadtrecht und wurde „mittlere Gemeinde“. Mehrere Straßen in Zell wurden zu Ehren von prominenten Nationalsozialisten wie Adolf Hitler oder Robert Wagner umbenannt.
In Zell entstand ein Lager des weiblichen Reichsarbeitsdienstes und als „Kurstadt der 100 Spazierwege“ wurde die Stadt ein Ziel von KdF-Reisen. Als katholisch geprägte Stadt waren Zell und die umliegenden Gemeinden schon zu Zeiten der Weimarer Republik keine Hochburgen der NSDAP gewesen (siehe Abschnitt Politik). Dies bestätigte sich auch 1938, als im Zuge des „Anschlusses“ Österreichs 118 von 2500 Zeller Wählern mit „Nein“ stimmten. In der Folge wurden die Häuser mutmaßlicher Neinstimmer mit dem Schriftzug „118er“ beschmiert, der Geistliche Rat Augustin Scher wurde ebenfalls als „118er“ und obendrein als „Volksverräter“ bezeichnet. Die Zeller Lehrerin Lili Meyer galt aufgrund ihrer Abstimmung als „Rassejüdin“ und wurde 1940 im Zuge der Wagner-Bürckel-Aktion nach Gurs deportiert. Dort gelang ihr die Flucht und sie konnte sich zunächst in einem kleinen Ort im Zentralmassiv verstecken und 1944 dann in die Schweiz fliehen. 1946 kehrte sie nach Zell zurück. An ihre Deportation erinnert seit 2024 ein Stolperstein in der Gartenstraße.
Im Zweiten Weltkrieg musste die Zeller Industrie wieder ihre Produktion umstellen; es wurden nun Fliegerbomben bearbeitet, Kartuschen und Zünder für Granaten hergestellt; In der Vistra- und Schappe (ehemals Zimmerlin-Forcart & Cie) Spinnerei wurden außerdem Schaltschränke für V2-Raketen gefertigt. 1944 wurde Zell von Jagdbombern angegriffen, wobei es zu einem Todesfall kam. Ein Jahr später wurde am Grendel Richtung Hausen eine Verteidigungslinie gegen die anrückenden Franzosen errichtet und die Wiesebrücke zur Sprengung vorbereitet; ihre Zerstörung wurde allerdings durch einen Pionierfeldwebel namens Willi Gräßlin verhindert. Zum Kampf um Zell kam es nicht; als die Franzosen am 25. April nicht wie erwartet von Hausen aus, sondern über Gresgen kommend einmarschierten, war die Stadt weiß beflaggt. Auf die heutige Gemeinde bezogen verlor Zell im Zweiten Weltkrieg 429 Menschen, davon 117 Vermisste.

### Niedergang der Textilindustrie

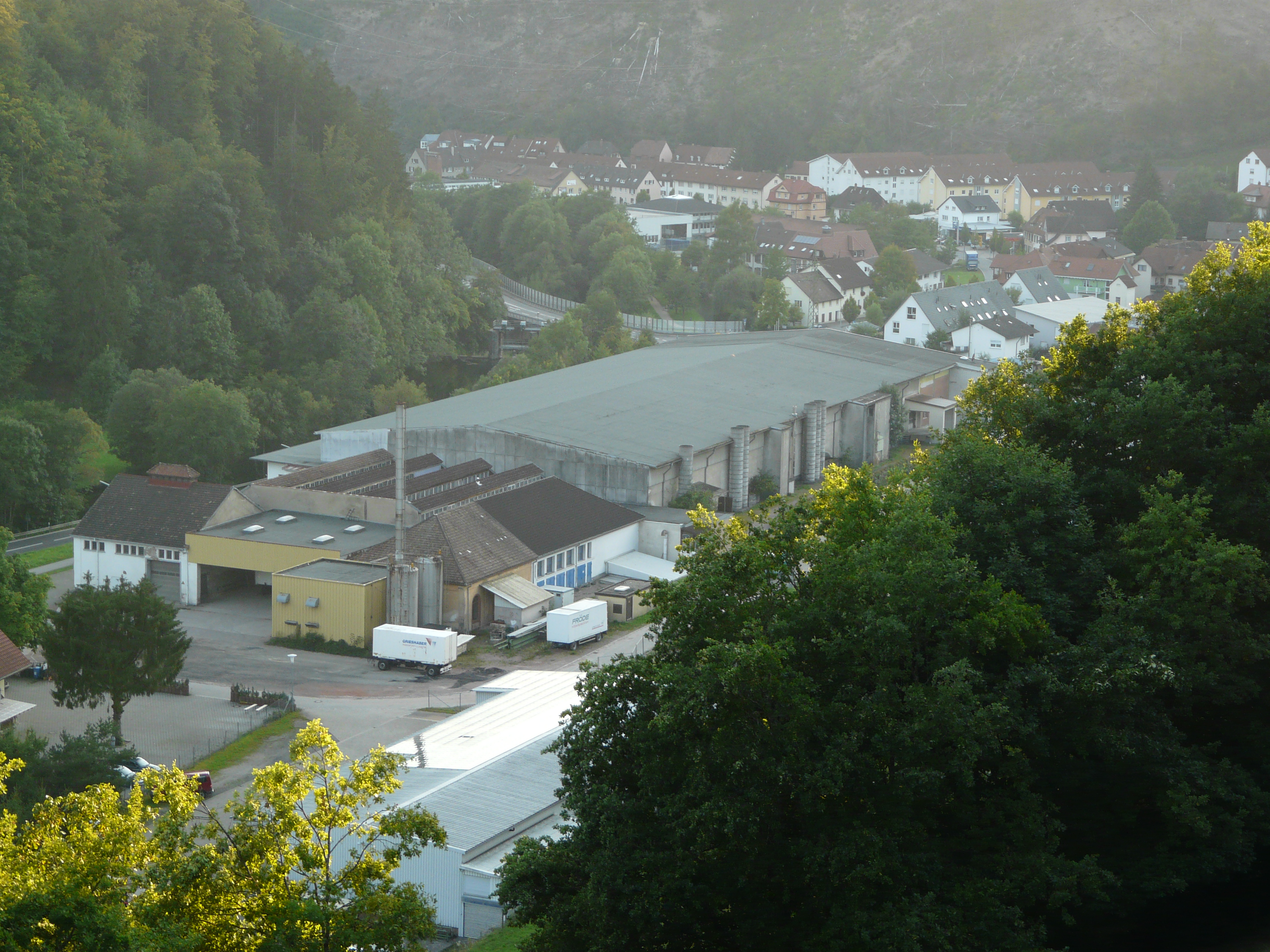
Die ehemalige Spinnerei Atzenbach zwischen Zell und Atzenbach. Im Hintergrund das Zeller Viertel „Grönland“

Die Zeller Textilindustrie hatte die erneute Kriegsproduktion und die französischen Demontagen zunächst gut überstanden. Die Zell-Schönau AG investierte in neue Maschinen und etablierte mit ihrer „Irisette“-Bettwäsche eine erfolgreiche Marke in Nachkriegsdeutschland. Bereits in den 1960er Jahren begann es allerdings zu kriseln. Die Spinnerei Feßmann und Hecker gründete unter den Namen „Zellaerosol“ und „Zellplastik“ Tochterunternehmen, die sich auf die Abfüllung von Spraydosen konzentrierten und verlagerte nach und nach ihr Geschäft in diesen Zweig. Die rund 400 Menschen beschäftigende Spinnerei wurde Ende der 1960er Jahre aufgegeben, eine kleine Textilproduktion blieb bis 1985 aufrechterhalten.
Die 1962 erneut umbenannte Schappe GmbH und die Zell-Schönau AG produzierten vorerst weiter; die Zell-Schönau AG übernahm dabei 1965 die Spinnerei Atzenbach. 1970 bestanden in Zell noch 1515 Textilarbeitsplätze, eine Zahl, die aber in der Folgezeit aufgrund von Rationalisierungsmaßnahmen weiter sank.
Auch das Todtnauerli blieb von Problemen nicht verschont; im September 1966 wurde auf der Oberen Wiesentalbahn der Personenverkehr, ein Jahr später auch der Güterverkehr eingestellt. Die Gleisanlagen wurden restlos abgebaut, und die ehemalige Strecke ist inzwischen zu einem Bahntrassenradweg umgewandelt worden.
Ab Ende der 1960er Jahre kam es bei den beiden verbleibenden Textilfirmen auch zu mehreren Besitzwechseln, wobei die Schappe GmbH an den amerikanischen Hersteller Burlington, die Zell-Schönau AG zunächst an die Backnanger Firma Adolff, später an die Firma Drews in Schrozberg kam.
Schon in den 70er Jahren war die Zeller Industrie aber wieder in der Krise: 1974 schloss die Schappe GmbH ihre Tore, die Zell-Schönau AG schloss 1977 Fabrikationsstandorte im Elsass und in Rohmatt. Durch diese und andere Maßnahmen halbierte das Unternehmen in den sechs Jahren zwischen 1972 und 1978 seinen Personalbestand von 4000 auf 2000 Beschäftigte, konnte aber den Niedergang nicht aufhalten: 1987 gab es in Zell nur noch 574 Textilarbeitsplätze, und vier Jahre später waren alle der Zell-Schönau gehörenden Betriebe geschlossen. Im August 2023 stellte die „Zellaerosol“ wegen Insolvenz ihren Betrieb ein.

### Eingemeindungen
In den Jahren von 1972 bis 1975 wurden im Rahmen der Gebietsreform in Baden-Württemberg die Gemeinden Riedichen (1. März 1972), Adelsberg (1. Januar 1974), Gresgen (1. Oktober 1974), Atzenbach, Mambach und Pfaffenberg (alle 1. Januar 1975) eingemeindet. Damit wurde der einstige Vorderhag der Vogtei Zell wieder vereinigt und um die vormals badische Gemeinde Gresgen erweitert. Mit dem Hinterhag, der als Gemeinde Häg-Ehrsberg ebenfalls wieder vereinigt wurde, wurde außerdem eine Vereinbarte Verwaltungsgemeinschaft begründet.

Wappen der ehemaligen Gemeinden
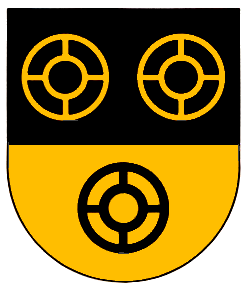
Adelsberg
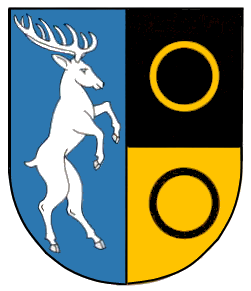
Atzenbach
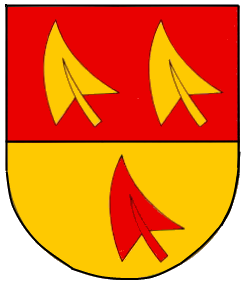
Gresgen
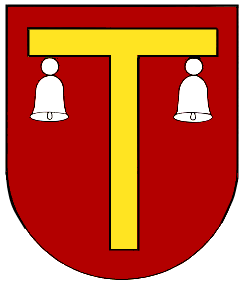
Mambach
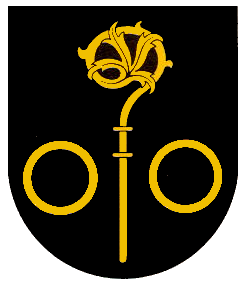
Pfaffenberg
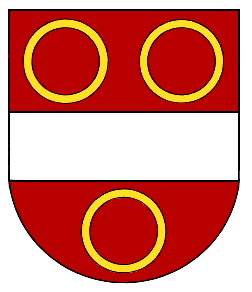
Riedichen

## Bevölkerung
Am 31. Dezember 2009 hatte Zell 5987 Einwohner, davon rund 15 Prozent Ausländer. Das Durchschnittsalter liegt bei 42,9 Jahren (Frauen) beziehungsweise 40,3 Jahren (Männer), die durchschnittliche Haushaltsgröße lag 2006 mit 2,4 Personen leicht über dem Landesschnitt von 2,2. Im Dezember 2016 betrug die Einwohnerzahl in Zell 6226.

### Religion
Das heutige Stadtgebiet war ab der Reformationszeit geteilt: Die vorderösterreichischen Ortsteile Zell, Atzenbach, Mambach, Adelsberg, Riedichen und Pfaffenberg blieben katholisch, während das badische Gresgen protestantisch wurde. Die zunehmende Industrialisierung führte in der zweiten Hälfte des 19. Jahrhunderts zum Zuzug von Protestanten in die Talorte Mambach, Atzenbach und Zell, wo sie im Jahr 1895 schon rund 27,3 % der Bevölkerung ausmachten. Die Bergorte Gresgen, Adelsberg, Riedichen und Pfaffenberg dagegen behielten ihre konfessionelle Homogenität bei. Bemerkenswert ist außerdem, dass sich in Zell Anfang des 20. Jahrhunderts auch eine relativ starke altkatholische Gemeinde bildete. Das Verhältnis zwischen Katholiken und Protestanten blieb in der Gesamtgemeinde seither relativ konstant; 1987 bekannten sich 26,8 % der Bevölkerung zum Protestantismus, 61,7 % zum Katholizismus.
Während vieler Jahrhunderte bildete die gesamte Vogtei Zell zugleich eine Pfarrei; 1779 kam es allerdings zur Loslösung des Hinterhages, für den eine eigene Pfarrei Häg geschaffen wurde. Eine weitere Loslösung erfolgte im Februar 1942, als die Kuratie Atzenbach geschaffen wurde, die später zur Pfarrei Atzenbach wurde und die damals selbstständigen Gemeinden Atzenbach, Mambach, Riedichen und Pfaffenberg betreute. Die drei katholischen Pfarreien St. Michael in Häg, Mariä Himmelfahrt in Atzenbach und St. Fridolin in Zell bestehen heute noch, bilden allerdings gemeinsam die Seelsorgeeinheit Zell im Wiesental des Dekanats Wiesental im Erzbistum Freiburg.
Die evangelische Gemeinde in Zell wurde zunächst von Hausen aus betreut. 1879 begannen Bemühungen, eine eigene Gemeinde zu errichten, und zu Weihnachten desselben Jahres wurde im Gasthaussaal des Löwen der erste evangelische Gottesdienst in Zell abgehalten. 1886 wurde erstmals ein Pastorationsgeistlicher nach Zell berufen, und 1892 wurde schließlich die evangelische Pfarrei in Zell eingerichtet.
Eine Sonderrolle nimmt hierbei wiederum Gresgen ein, in dem bereits im Jahr 1267 eine eigene Kirche belegt ist. Gresgen gehörte zunächst offenbar ebenfalls zur Zeller Pfarrei, mit Einführung der Reformation in Baden-Durlach im Jahr 1556 wurde der Ort allerdings der Pfarrei Tegernau zugeteilt. Die Bevölkerung wehrte sich zunächst gegen den angeordneten Glaubenswechsel, markgräfliche Strafandrohungen setzen die Reformation schließlich aber durch, und Gresgen kam zur evangelischen Pfarrei Tegernau, zu der es noch heute gehört.
Sowohl die Pfarrei Zell als auch die Pfarrei Tegernau und damit das gesamte Zeller Stadtgebiet gehören heute zur Region Schopfheim im Evangelischen Kirchenbezirk Markgräflerland der Evangelischen Landeskirche in Baden.
1874 wurde in Zell ein altkatholischer Verein gegründet, aus dem sich in der Folgezeit eine Kirchengemeinde entwickelte; die zur Gemeinde gehörige Christuskirche wurde im Jahr 1891 begonnen und 1892 vollendet. Zeitweise war die altkatholische Gemeinde in Zell für die Seelsorge von 381 Altkatholiken im gesamten Landkreis Lörrach zuständig; die Anzahl der Mitglieder nahm im Laufe des 20. Jahrhunderts allerdings stetig ab, sodass das Kirchspiel Zell 1978 aufgelöst wurde; für die Zeller Altkatholiken ist seither die Kirchengemeinde Säckingen zuständig. 2003 übernahm die Stadt Zell das Kirchengebäude und das dazugehörende Grundstück, Gottesdienste finden nur noch einmal im Jahr statt, ansonsten wird die Kirche als „Trauraum“ und für Konzerte und Lesungen genutzt. Seit 1950 besteht in Zell außerdem eine Gemeinde der Neuapostolischen Kirche.

### Mundart
Zell im Wiesental gehört, wie das restliche Wiesental, zum Hochalemannischen Sprachraum. Charakteristisch für den Dialekt ist die Lautverschiebung von k im Anlaut zu ch: Chind, Chopf, Chuchichäschtli. Das Wiesentäler Alemannisch ist jedoch nicht homogen, sondern unterscheidet sich von Ort zu Ort. Als Beispiel für die lokale Mundart können die Gedichte des Zeller Hebelpreisträgers Gerhard Jung angesehen werden.

## Politik

### Gemeinderat
Die letzte Wahl zum Gemeinderat fand am 9. Juni 2024 statt. Sie führte bei einer Wahlbeteiligung von 58,9 % (+ 2,3*) zu folgendem Ergebnis:
| Partei           | Stimmenanteil | +/− %p* | Sitze | +/−* |
| ---------------- | ------------- | ------- | ----- | ---- |
| SPD              | 31,3 %        | − 1,0   | 6     | =    |
| CDU              | 29,3 %        | + 6,0   | 5     | + 1  |
| Bürgerforum (BF) | 21,5 %        | − 1,8   | 4     | =    |
| FWV              | 17,9 %        | + 4,6   | 3     | =    |
| Grüne            | -**           | − 7,3   | 0     | − 1  |

* Veränderung zur Kommunalwahl 2019

** Die Grünen traten 2024 nicht an.

### Bürgermeister
Die letzte Bürgermeisterwahl fand am 22. Oktober 2017 statt. Als einziger Kandidat trat Peter Palme an und wurde bei einer Wahlbeteiligung von 40,0 % mit 95,4 % der abgegebenen Stimmen, als Nachfolger von Rudolf Rümmele, neu als Bürgermeister in das Amt gewählt.

### Wahlen
Zell gehört zum Bundestagswahlkreis 282 Lörrach-Müllheim und zum Landtagswahlkreis 58 Lörrach. In Bezug auf die historischen Wahlergebnisse ist eine Dreiteilung des heutigen Gemeindegebietes ersichtlich: In den konfessionell homogenen Dörfern Adelsberg, Pfaffenberg, Riedichen und Mambach dominierte vor dem Ersten Weltkrieg (Deutsches Kaiserreich) die katholische Zentrumspartei, den Nationalliberalen gelangen höchstens punktuelle Erfolge. Im ebenfalls recht homogenen, aber protestantischen, Gresgen dagegen errangen die Nationalliberalen zwischen 1877 und 1887 sämtliche Stimmen, mit Beginn des 20. Jahrhunderts wurden außerdem die Sozialdemokraten zu einer wichtigen politischen Kraft. Den dritten Block bildeten die konfessionell eher gemischten und mehr von der Industrie geprägten Talgemeinden Zell und Atzenbach, wo sich wechselnde Mehrheiten ergaben und wo die Sozialdemokraten ebenfalls an Boden gewannen.
In der Weimarer Republik konnten die Sozialdemokraten insbesondere in Zell und Gresgen (wo sie zur stimmenstärksten Partei wurden) weiter dazugewinnen, in Zell gewannen außerdem die Kommunisten an Bedeutung. Fasst man die Einzelergebnisse der damaligen Gemeinden zum heutigen Stadtgebiet zusammen, so zeigt sich allerdings nach wie vor die bestimmende Rolle des Zentrums, das 1932 45,6 % der Stimmen erhielt. Die Sozialdemokraten erreichten 13,4, die Kommunisten 15,7 und die Nationalsozialisten 16,2 % der abgegebenen Stimmen. Die Aggregation verschleiert allerdings einiges an Variation zwischen den Gemeinden; so stimmte z. B. bei den Wahlen im März 1933 keiner der 202 Gresger Wähler für das Zentrum, 114 dagegen für die Nationalsozialisten. In Pfaffenberg dagegen erhielt die NSDAP nur 14 von 83 Stimmen.
Nach dem Zweiten Weltkrieg wurde die CDU als Nachfolgerin des Zentrums die bestimmende Partei, die auch in Gresgen Wähler gewinnen konnte (dort kehrte allerdings wieder die SPD in ihre vormals bestimmende Rolle zurück). Relativ hohe Stimmenanteile für NPD und KPD in den 50er und 60er Jahren verschwanden im Laufe der Zeit wieder, während sich FDP und Grüne etablieren konnten.
| Partei    | Stimmenanteile | Stimmenanteile | Stimmenanteile | Stimmenanteile |
| Partei    | 2025           | 2021           | 2017           | 2013           |
| --------- | -------------- | -------------- | -------------- | -------------- |
| CDU       | 31,6 %         | 25,5 %         | 35,6 %         | 43,2 %         |
| AfD       | 21,3 %         | 9,4 %          | 10,7 %         | 5,2 %          |
| SPD       | 18,8 %         | 27,7 %         | 22,1 %         | 24,6 %         |
| Grüne     | 9,5 %          | 12,2 %         | 11,6 %         | 10,6 %         |
| Die Linke | 5,7 %          | 2,8 %          | 5,5 %          | 5,9 %          |
| FDP       | 4,0 %          | 12,8 %         | 9,5 %          | 5,5 %          |
| BSW       | 3,9 %          | - *            | -              | -              |
| Sonstige  | 5,3 %          | 9,6 %          | 5,0 %          | 5,0 %          |

| Partei   | Stimmenanteil 2021 | Stimmenanteil 2016 |
| -------- | ------------------ | ------------------ |
| CDU      | 27,5 %             | 29,3 %             |
| SPD      | 15,3 %             | 19,4 %             |
| Grüne    | 27,8 %             | 26,5 %             |
| FDP      | 8,3 %              | 6,2 %              |
| AfD      | 10,0 %             | 11,3 %             |
| Sonstige | 11,1 %             | 7,3 %              |

| Partei    | Stimmenanteil 2024 | Stimmenanteil 2019 |
| --------- | ------------------ | ------------------ |
| CDU       | 34,8 %             | 33,4 %             |
| SPD       | 16,7 %             | 20,2 %             |
| AfD       | 15,3 %             | 9,7 %              |
| Grüne     | 7,7 %              | 16,8 %             |
| FDP       | 5,2 %              | 5,5 %              |
| BSW       | 4,3 %              | - *                |
| Die Linke | 1,9 %              | 3,3 %              |
| Sonstige  | 13,9 %             | 11,2 %             |

### Wappen

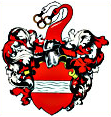
Wappen der Stadt Zell von 1898

Die Blasonierung des Wappens lautet: „In Rot ein silberner Balken mit vier blauen Wellenlinien.“ Die Farbgebung des Wappens erinnert an die historische Zugehörigkeit zu Vorderösterreich, die vier blauen Wellen symbolisieren die Wiese. Das Wappen wird in dieser Form seit 1975 verwendet, davor war das Zeller Wappen enger an das derer von Schönau angelehnt. Es zeigte in der Helmzier „zwei nach rechts gewendete Schwanenhälse, der vordere rot, der hintere silbern, mit den schwarzen Schnäbeln drei ineinander verschlungene Ringe haltend.“

### Städtepartnerschaften
Partnerstadt von Zell ist die französische Stadt Embrun im Département Hautes-Alpes.

## Kultur und Sehenswürdigkeiten

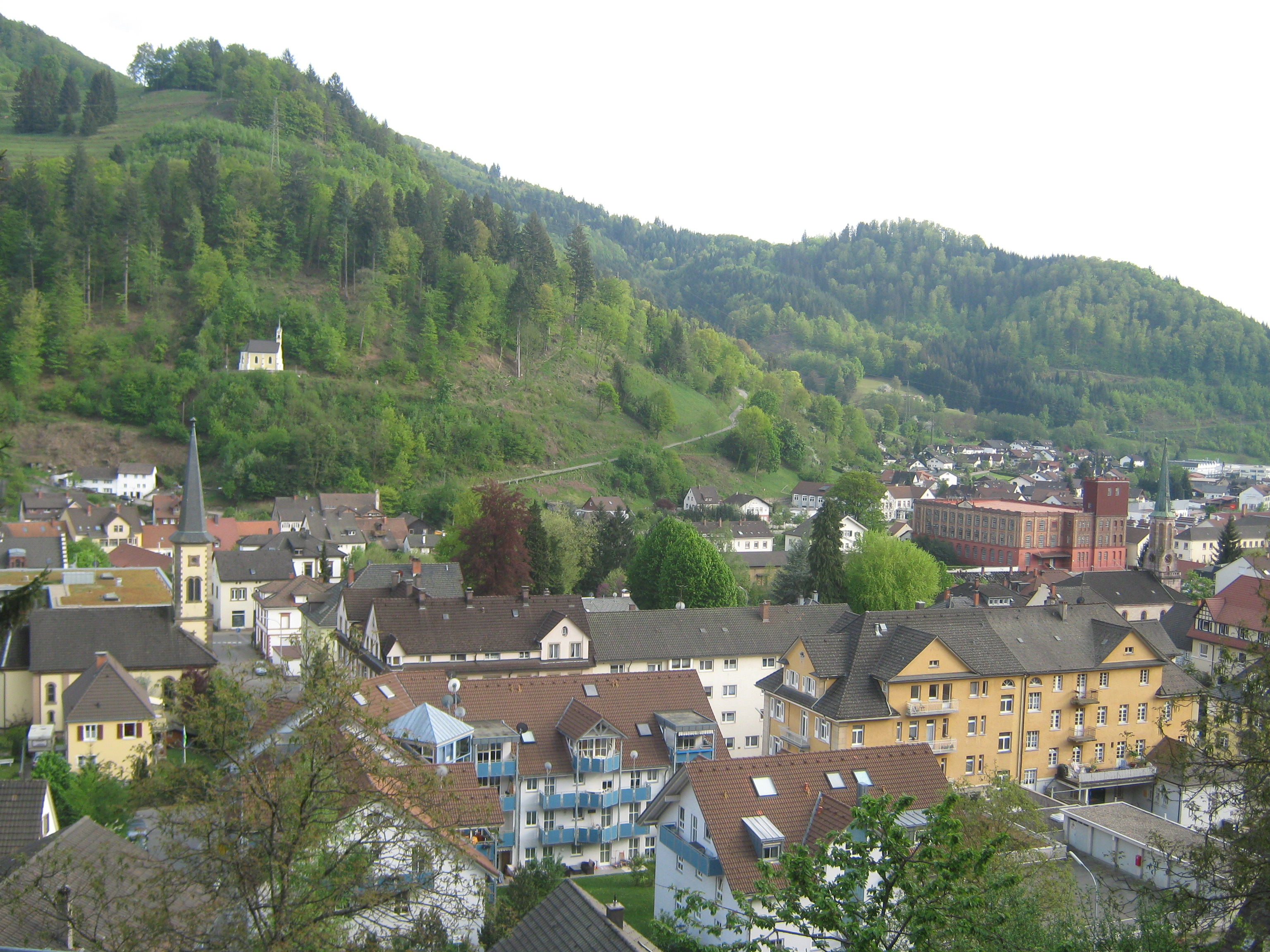
Südwestlicher Teil der Zeller Innenstadt mit der Altkatholischen Kirche links, der Evangelischen Kirche rechts im Bild

### Ortsbild und Bauwerke

#### Kernstadt und Atzenbach
Im Süden des Stadtgebietes erstreckt sich Zell auf beiden Seiten der Wiese. An ihrem rechten Ufer befindet sich das Wohngebiet Liebeck, am linken Ufer die Schwarznau, wo sich ein größeres Industriegebiet mit Werken der Firmen Mahle und Benninger befindet. Am linken Wieseufer entlang führt auch die Bundesstraße 317, die von Hausen herkommend hier durch die Stadt führt. Kurz nach dem ehemaligen Krankenhaus wird über die Wiesebrücke die eigentliche Kernstadt am rechten Wiesenufer und den dahinterliegenden Hängen erreicht. Hier kreuzen sich die beiden Zeller Hauptstraßen, die in Nord-Süd-Richtung verlaufende Schopfheimer Straße und die von Osten kommende Schönauer Straße. In nächster Umgebung zu der Kreuzung befinden sich das Rathaus, das Bürogebäude der Sparkasse Wiesental und die Constanze-Weber-Gasse (vormals Rathausgasse) mit dem Zeller Fastnachtsbrunnen. Nördlich an diese schließt sich das katholische Pfarrheim und die Kirche St. Fridolin an, weiter westlich befindet sich ein kleiner Park mit dem
Schwanenweiher.

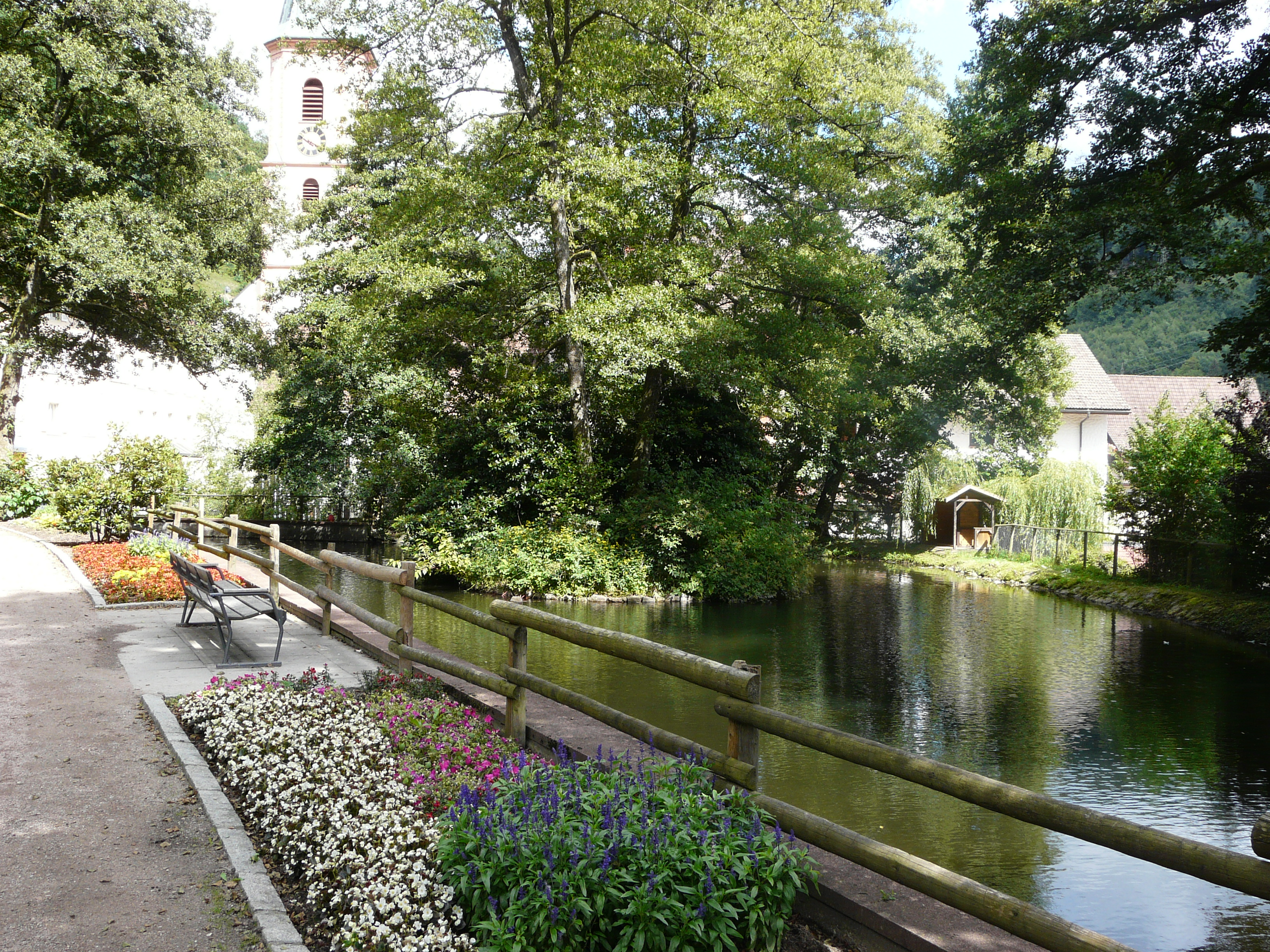
Der Schwanenweiher

Etwas westlich der Kernstadt wurde am Hans-Fräulin-Platz in der Nähe der Altkatholischen Kirche ein Pflege- und Altenheim errichtet; südwestlich hiervon erstreckt sich der Zeller Stadtpark mit der evangelischen Kirche an seinem westlichen Ende. Etwas oberhalb von dieser liegt das Zeller Schulgelände mit der Gerhard-Jung-Schule, der Montfort-Realschule, der Johann-Faller-Förderschule und der Sporthalle. Noch weiter südwestlich der Schulen befindet sich der Zeller Bahnhof; um ihn herum ist ein weiteres Gewerbegebiet mit einem Mahle-Werk nördlich und der Zellaerosol GmbH südlich der Gleisanlage.
Südöstlich der Kernstadt, zwischen Wiese und Stadtkern, befindet sich das Webi-Areal, auf dem die frühere Weberei der Zell-Schönau AG stand. Inzwischen sind hier unter anderem zwei Supermärkte, das Textil-Museum (s. u.) und einige kleinere Betriebe angesiedelt. Weiter in Richtung Osten verengt sich die Stadt zwischen Wiese und Berghang recht stark, bevor sie sich für das Wohngebiet Grönland im Nordosten des Stadtgebietes wieder deutlich verbreitert. Am Grönland schließt das Zeller Straßennetz auch wieder an die B317 (die von nun an auf dem rechten Ufer entlangführt) an, und östlich davon erstreckt sich Atzenbach, wobei aufgrund des langgezogenen Gebäudes der ehemaligen Spinnerei Atzenbach für den Beobachter nur schwer eine bauliche Grenze zwischen der Stadt und dem Ortsteil wahrgenommen werden kann.
Atzenbach liegt in einer Kehre der Wiese und wird vollständig von der B317 durchzogen; der Großteil des Dorfes befindet sich am rechten Ufer zwischen Bundesstraße und Fluss, die katholische Kirche im Süden und ein Gewerbegebiet am nördlichen Ortsausgang erstrecken sich allerdings am linken Ufer. Nahe dem Ortsausgang im Norden befindet sich die Atzenbacher Sporthalle.

#### Weitere Ortsteile
Westlich und oberhalb von Zell liegt das Dorf Adelsberg. Zu der früheren Gemeinde Adelsberg gehörte neben dem Dorf auch der Zinken Blauen, etwas nördlich von Adelsberg am Hang des gleichnamigen Berges gelegen. Westlich von Adelsberg und noch etwas höher liegt Gresgen. Der westlichste Ortsteil von Zell erstreckt sich auf einer Hochebene und grenzt an Tegernau, Enkenstein und Hausen. Wichtige Bauwerke sind zum einen die leicht erhöhte evangelische Kirche, zum anderen das im Süden des Dorfes liegende, 1999 erbaute „Bürgerzentrum“, das als Sport- und Festhalle sowie als Sitz der Ortsverwaltung dient. Vom Regierungspräsidium erhielt Gresgen das Prädikat eines Erholungsortes.
Zwischen Zell und Adelsberg liegt der Henschenberg; neben den Höfen Unterer und Oberer Henschenberg befindet sich die Ruine einer mittelalterlichen Burg, von der heute noch ein Halbsgraben, Mauerreste und Ziegel- und Keramikschutt zu sehen sind.

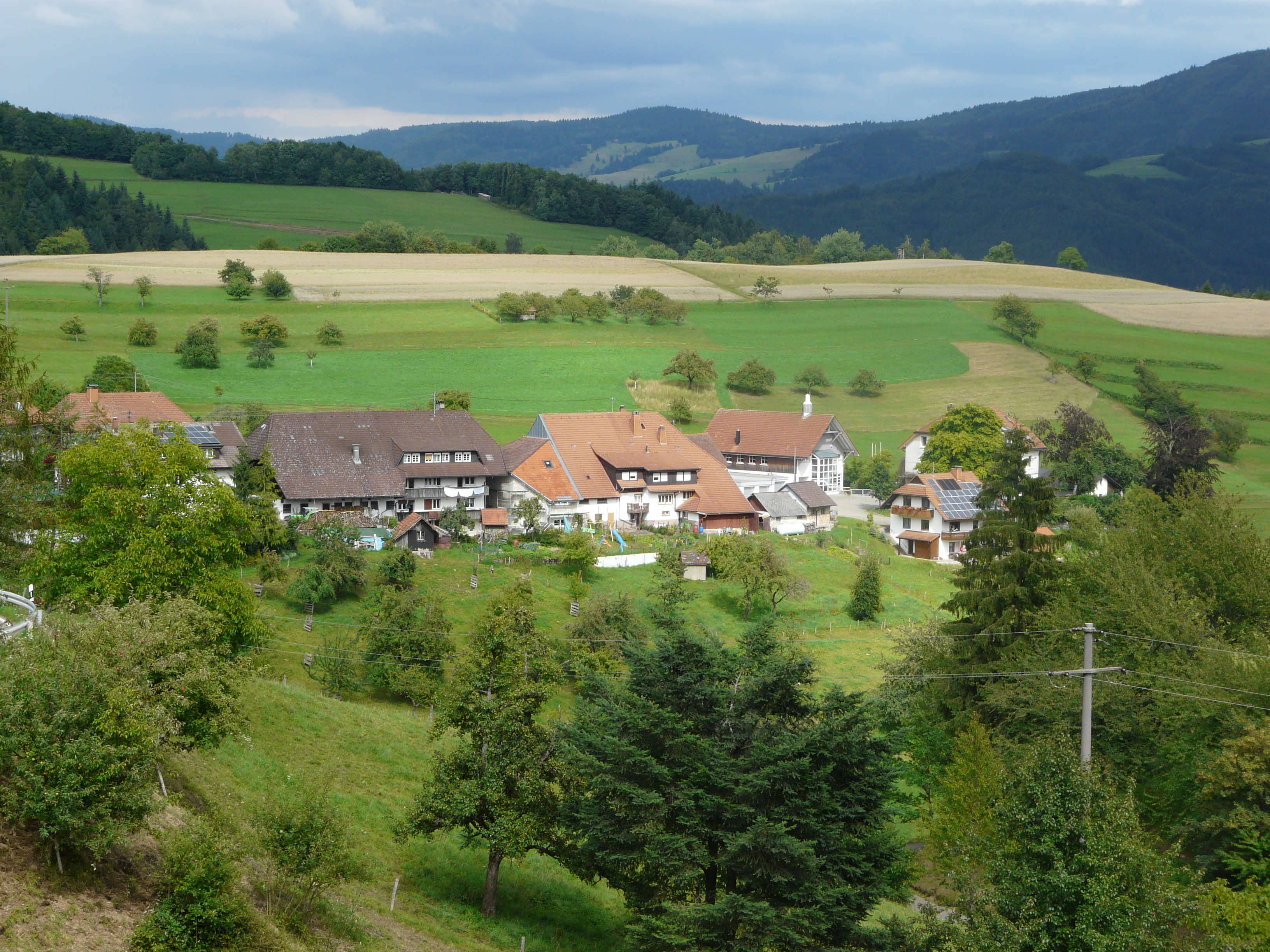
Adelsberg
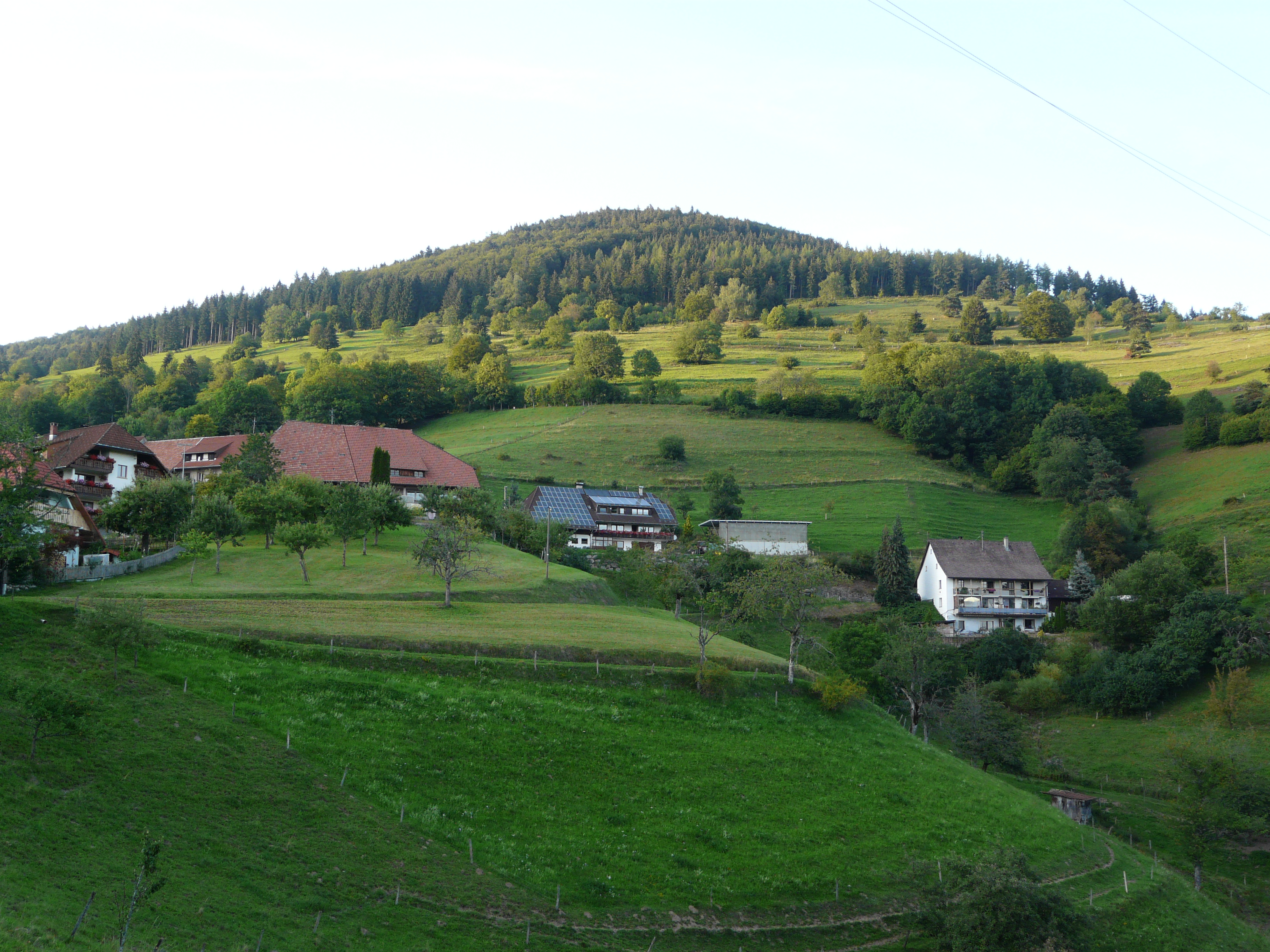
Der zu Adelsberg gehörende Zinken Blauen mit dem gleichnamigen Berg
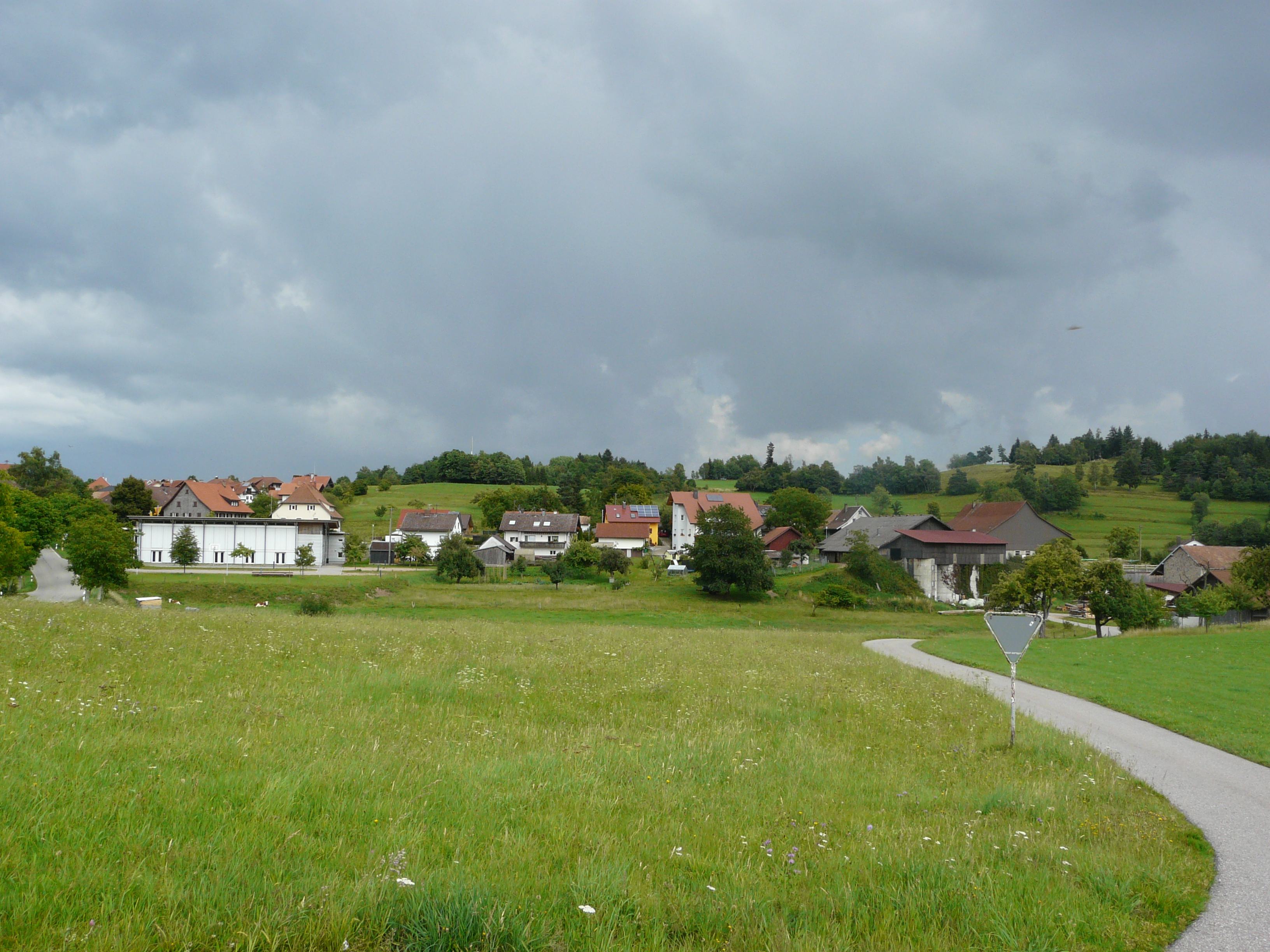
Gresgen

Neben Zell und Atzenbach ist Mambach der einzige Ortsteil, der sich nicht auf den Höhenzügen um die Stadt herum, sondern im Tal der Wiese befindet. Es liegt rund 2 Kilometer nördlich von Atzenbach und erstreckt sich auf beiden Seiten des Flusses. Wie auch Atzenbach und Zell wird Mambach von der Bundesstraße 317 durchquert, die sich am linken Ufer entlang zieht. Weithin sichtbar ist die westlich des Dorfes auf dem „Scheibenackerköpfle“ errichtete Kapelle Maria Frieden; im Dorf selbst befindet sich außerdem die ältere Antoniuskapelle. Aus Sandstein errichtet, ragt sie ebenfalls deutlich aus dem sonstigen Ortsbild hervor. Nordwestlich und deutlich oberhalb von Mambach liegt das Dorf Pfaffenberg, das am besten von Atzenbach aus erreicht werden kann. Zur ehemaligen Gemeinde Pfaffenberg gehörte auch der Zinken Käsern, weiter im Nordwesten.
Riedichen schließlich ist der einzige Zeller Teilort, der im Bergland östlich der Stadt liegt. Zur Gemeinde Riedichen gehörte außerdem der Zinken Gaisbühl.

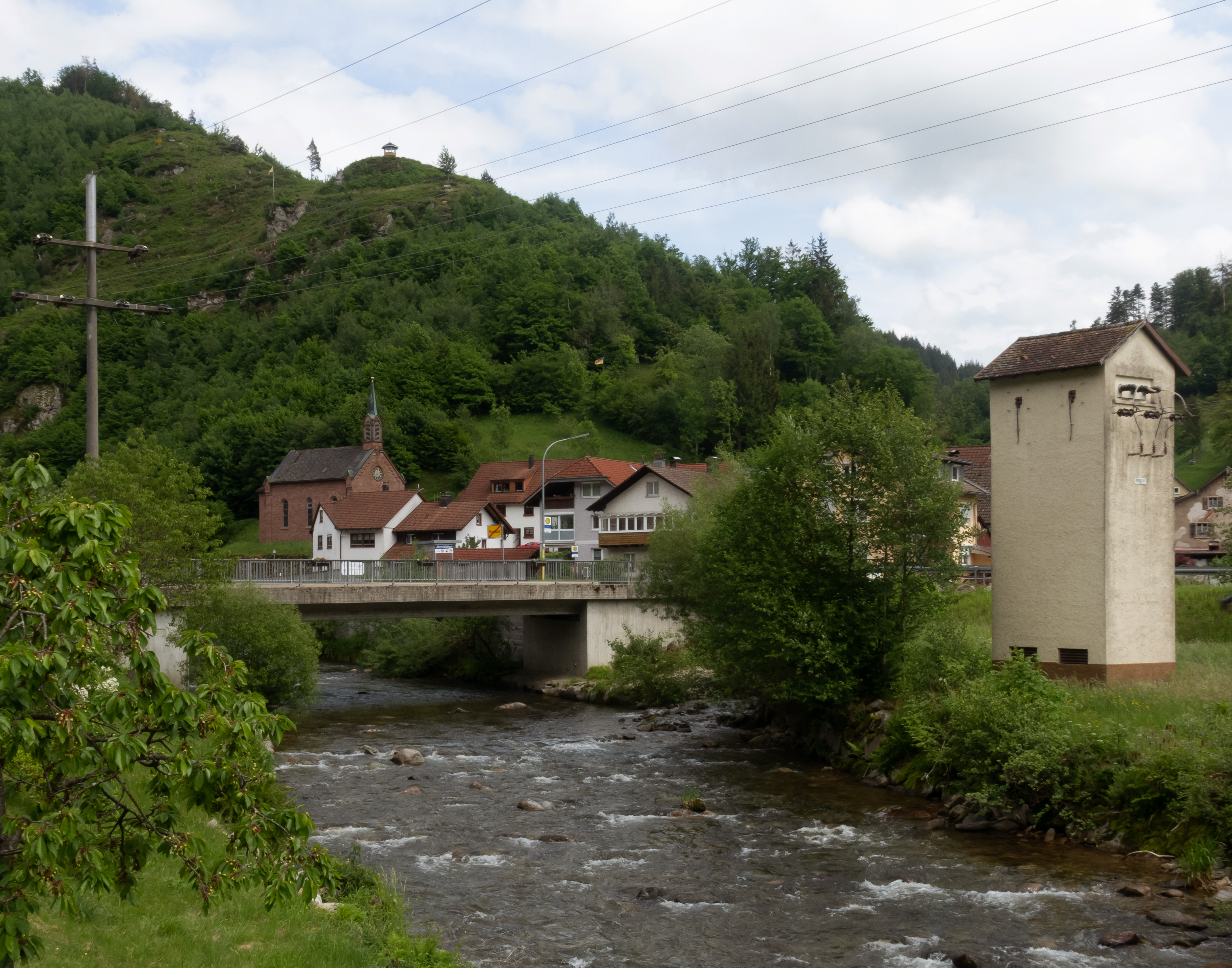
Mambach
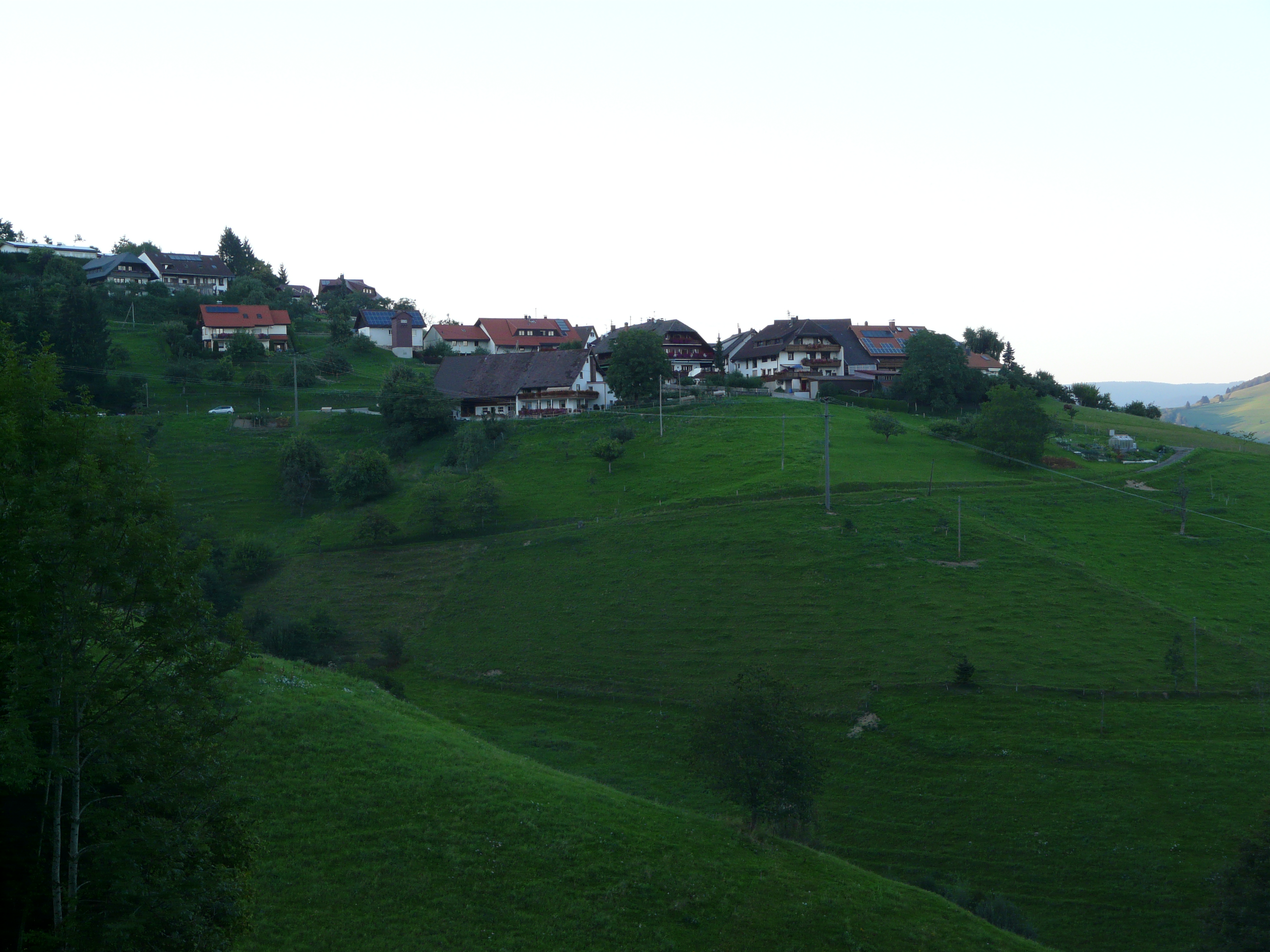
Pfaffenberg
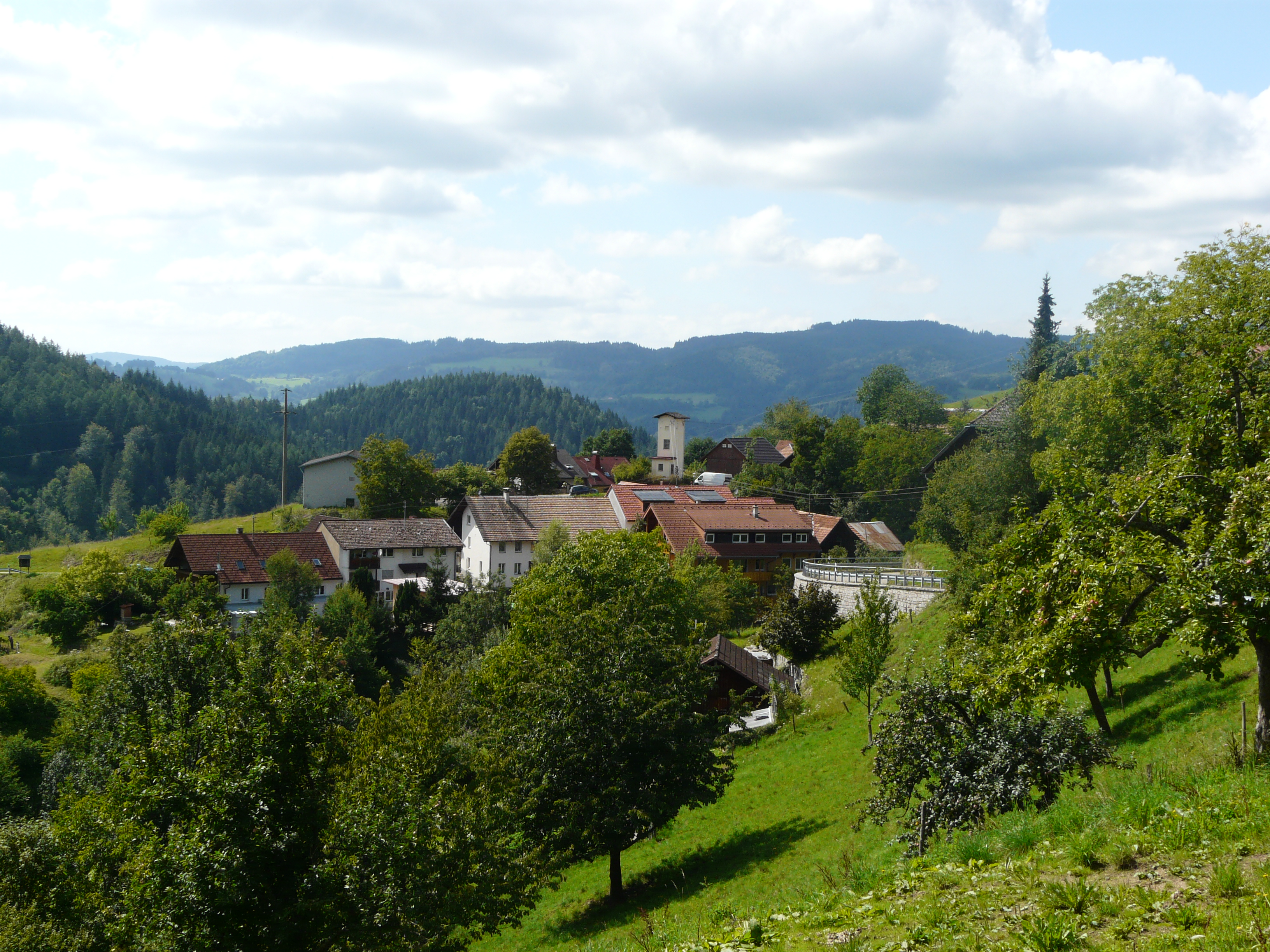
Riedichen

#### Kirchen
In der Stadt Zell selbst befinden sich 4 Kirchen und Kapellen. Die Katholische Stadtpfarrkirche St. Fridolin mit eingemeißelter Jahreszahl 1545 im Torbogen befindet sich im Kern der Zeller Innenstadt. Der Kirchturm wurde 1699 neu gebaut. Nach dem Stadtbrand von 1818 wurde die Kirche von 1820 bis 1823 von Grund auf neu errichtet. Weitere Umbauten erfolgten in der zweiten Hälfte des 19. Jahrhunderts (Spitzdach), 1883 (neuer Hauptaltar), 1884 (Eindeckung mit grünen glasierten Ziegeln). 1994 wurde die endgültige Umgestaltung des Altarraumes und des Kirchenschiffes abgeschlossen.
Die Evangelische Stadtkirche St. Peter am Rande des Stadtparkes weist einen 35,8 Meter hohen Turm mit Spitzhelm und Kupferdeckung auf. Auf halber Turmhöhe befindet sich ein umlaufender Balkon, von dem aus früher an hohen Festtagen Posaunenklänge erschallten. Die Kirchturmuhr existiert seit 1893, in den Jahren zwischen 1956 und 1960 kam eine neue Sakristei hinzu.
Die „Christuskirche“ ist die zu besonderen Anlässen (unter anderem Hochzeiten) genutzte ehemalige alt-katholische Pfarrkirche. Die Innenraumhöhe des Langhauses beträgt 7,20 Meter, der Turm ist 32 Meter hoch. Zum 100-jährigen Kirchenjubiläum im Jahr 1992 wurde der Altar in der Ausstattung von 1892 wiederhergestellt. An den seitlichen Stirnwänden vor dem Chor stellen große Gemälde die Himmelfahrt Christi und Maria mit dem Kinde dar.
Am linken Wieseufer wurde außerdem 1889 die Kalvarienbergkapelle auf einem Felsvorsprung auf dem Weg zum Möhrenberg an Stelle eines abgetragenen Vorgängerbaus von vor 1765 errichtet.

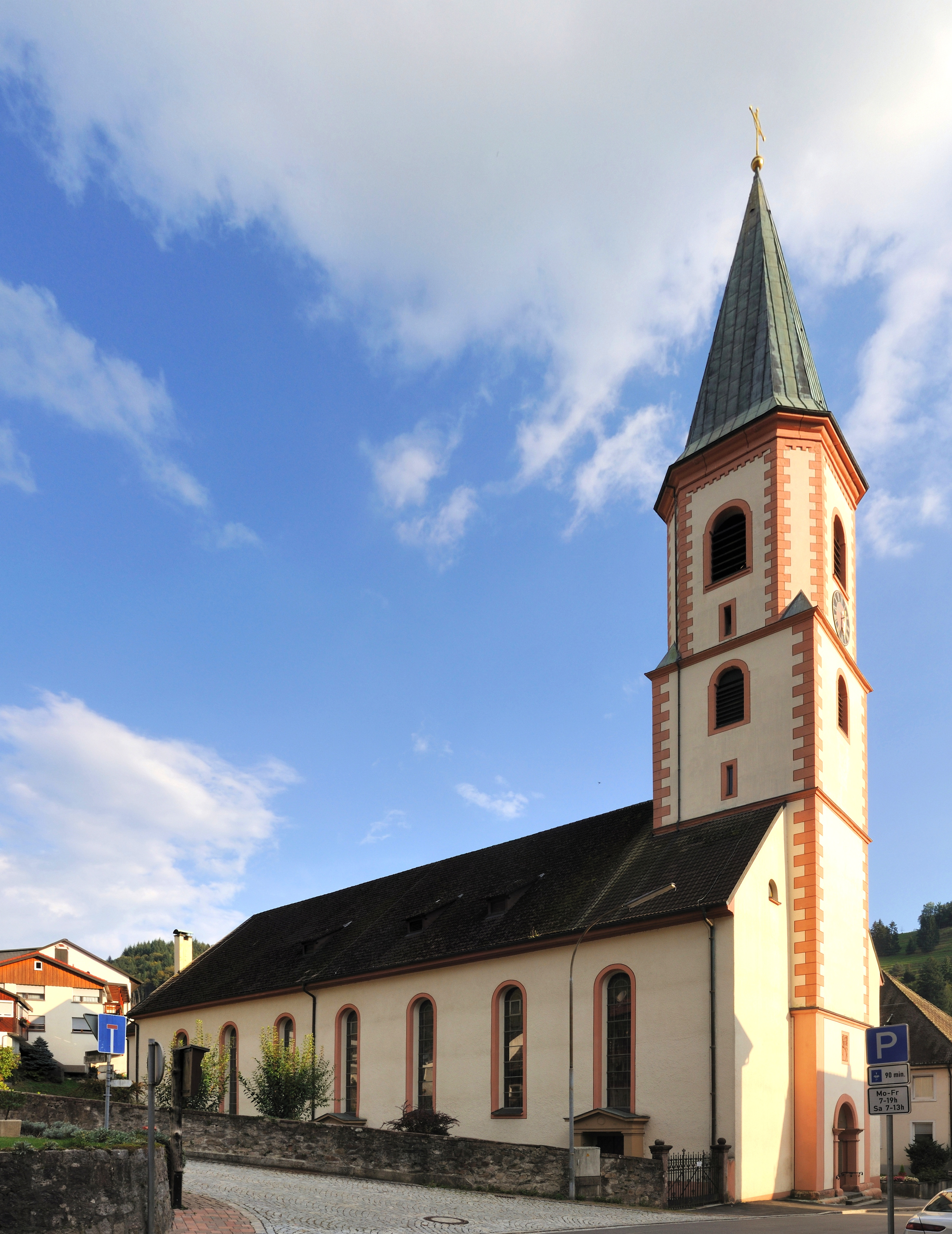
Katholische Stadtpfarrkirche
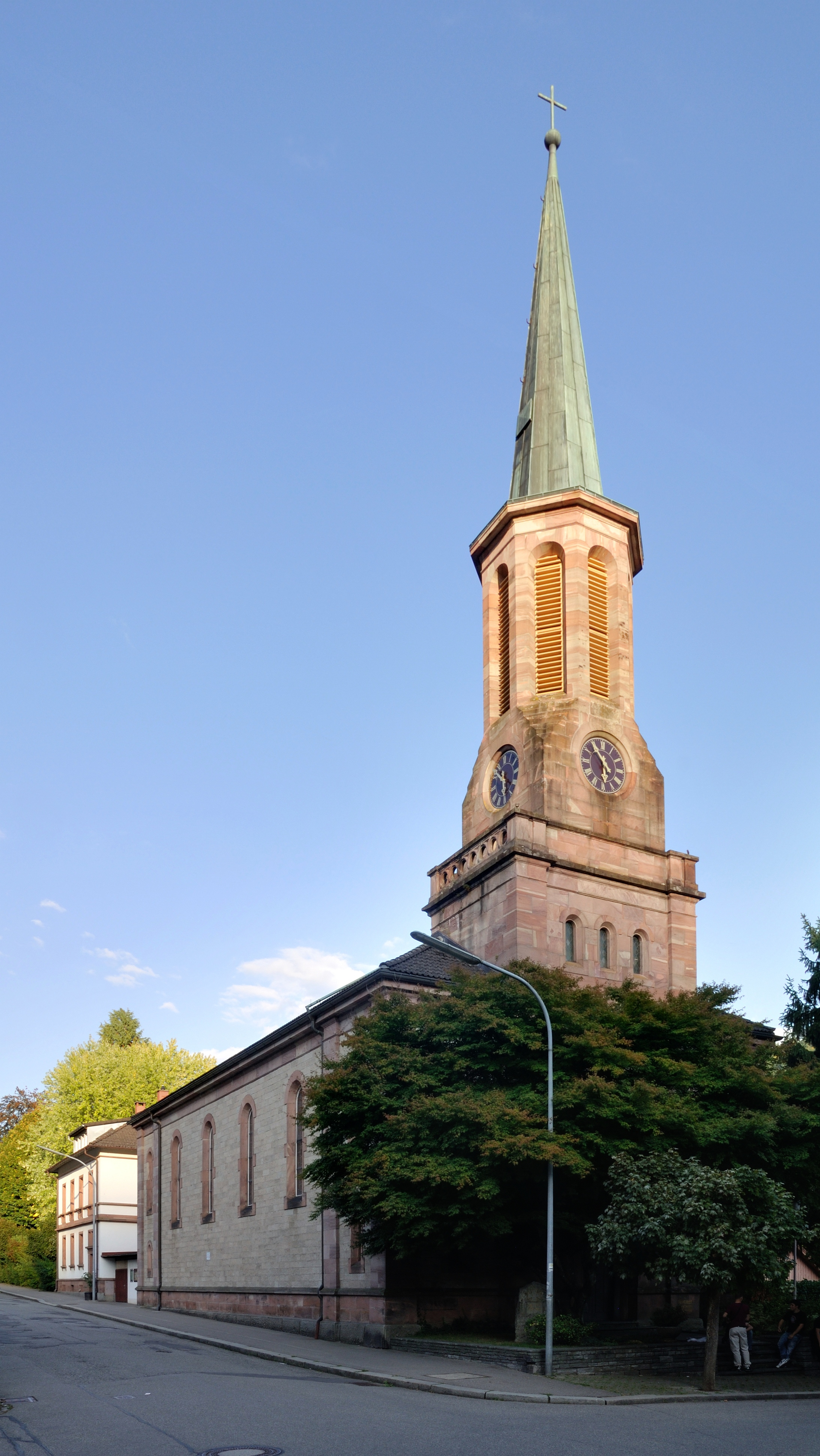
Evangelische Kirche
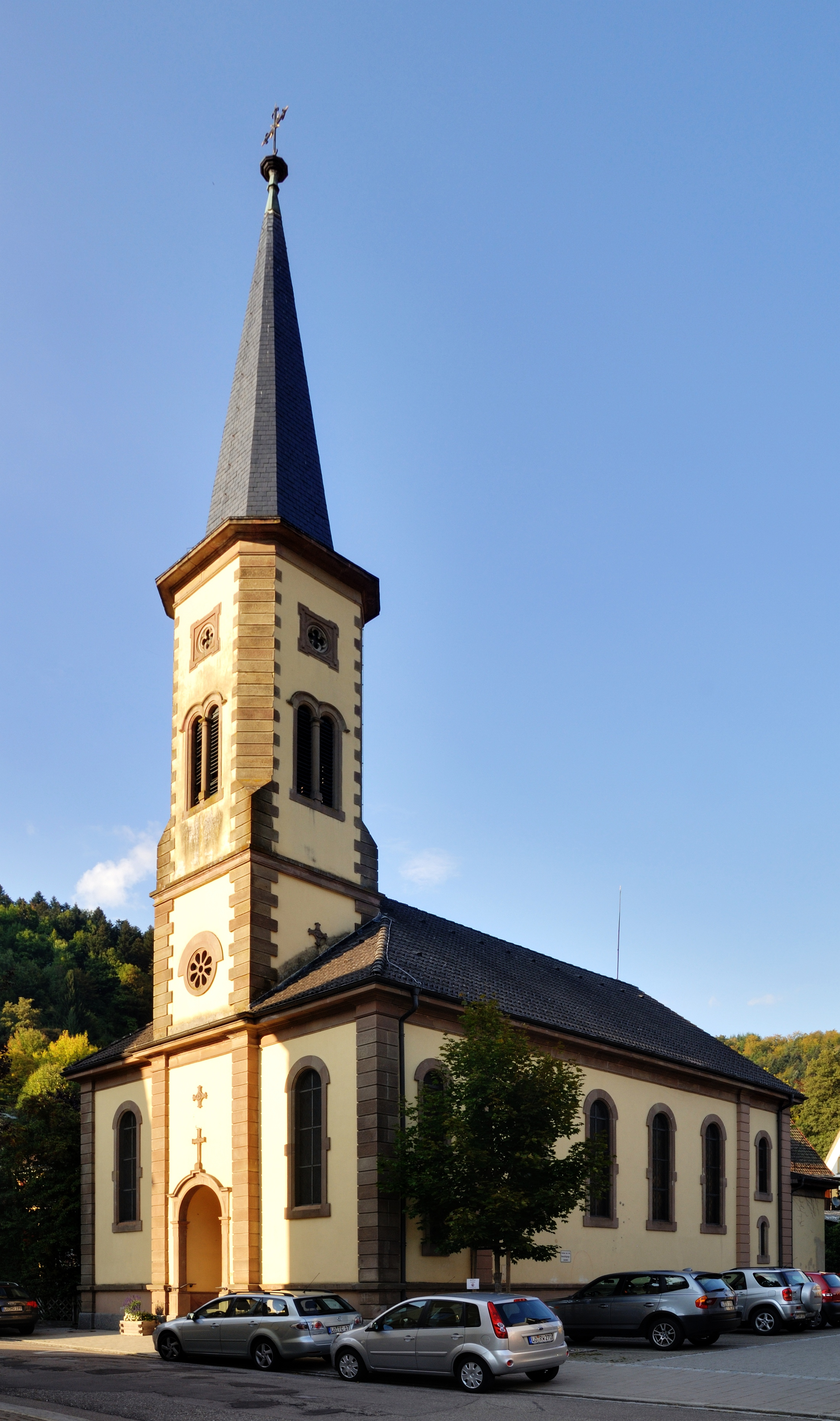
Altkatholische Kirche
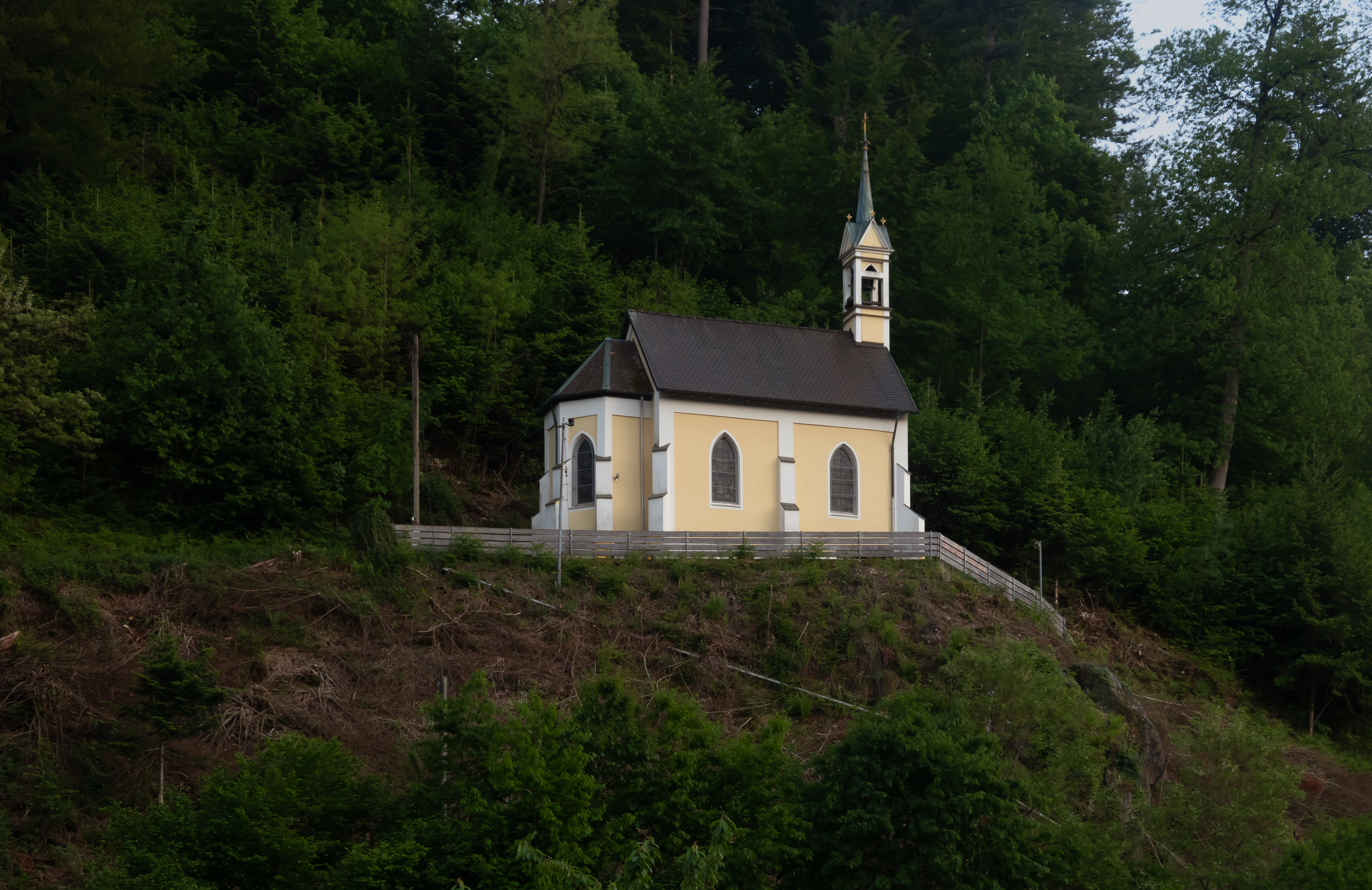
Kalvarienbergkapelle

Weitere Kirchen befinden sich in den Ortsteilen: In Atzenbach wurde 1928 die katholische Pfarrkirchen Mariä Himmelfahrt errichtet. Sie besitzt ein breites Querschiff und eher kurzes Langhaus, die Mitte ist kuppelüberwölbt. Ebenfalls zur Pfarrei Atzenbach gehören die Kirchen in Mambach: Die Antoniuskapelle wurde 1871 aus Buntsandstein im Stil des Historizismus gebaut und befindet sich auf einer kleinen Anhöhe inmitten des Ortes. 1946 wurde außerdem auf dem Scheibenacherköpfle zwischen Mambach und Pfaffenberg die Kapelle Maria Frieden erbaut, als Dank für das Ende des Zweiten Weltkrieges und für die Verschonung von schweren Kriegsschäden.
In Gresgen bestand Urkunden zufolge bereits 1267 eine Kirche, die wohl dem Heiligen Nikolaus geweiht war. 1763 wurde ein Neubau nötig, der nach einer Renovierung 1980/81 noch heute besteht.

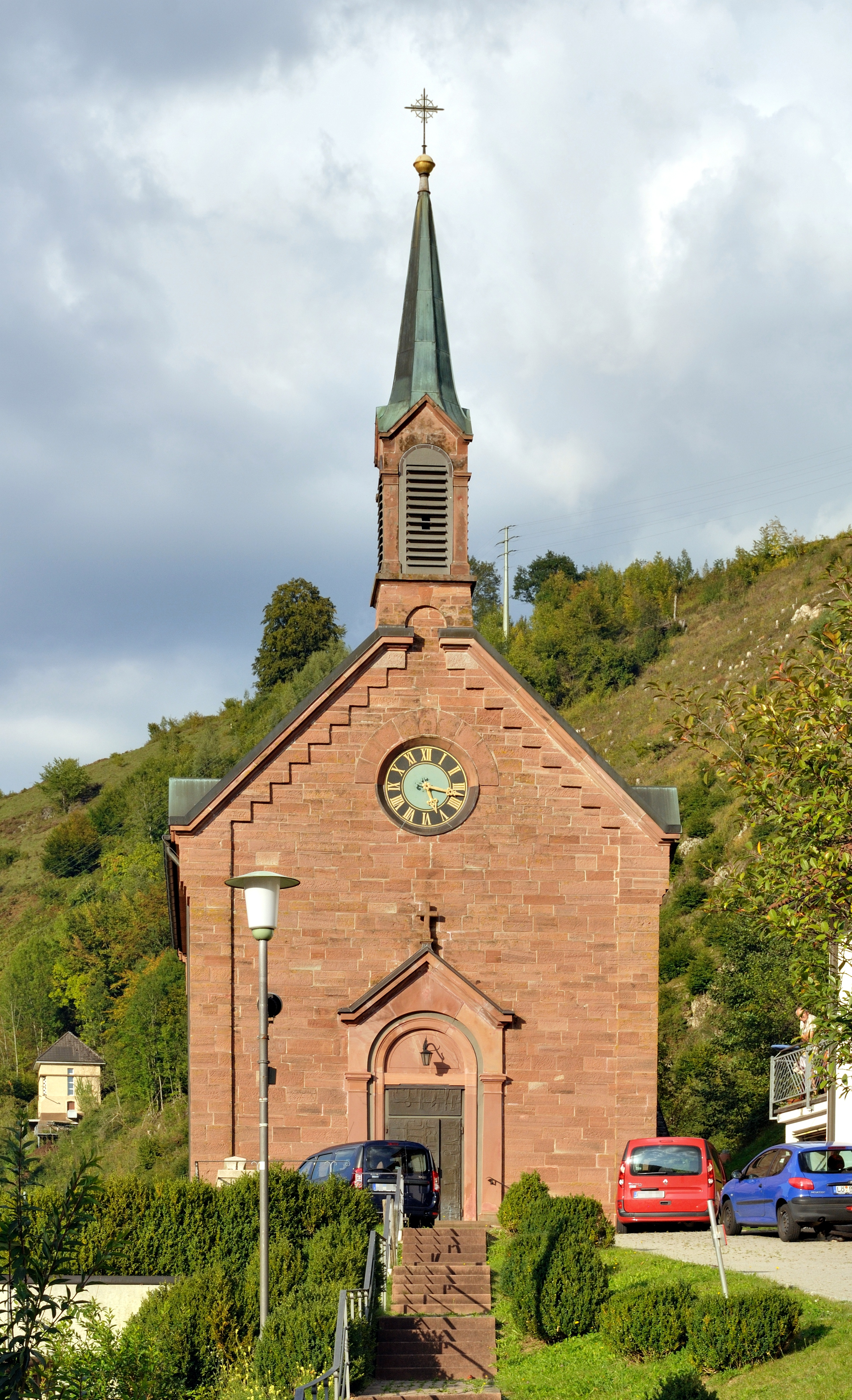
Antoniuskapelle Mambach
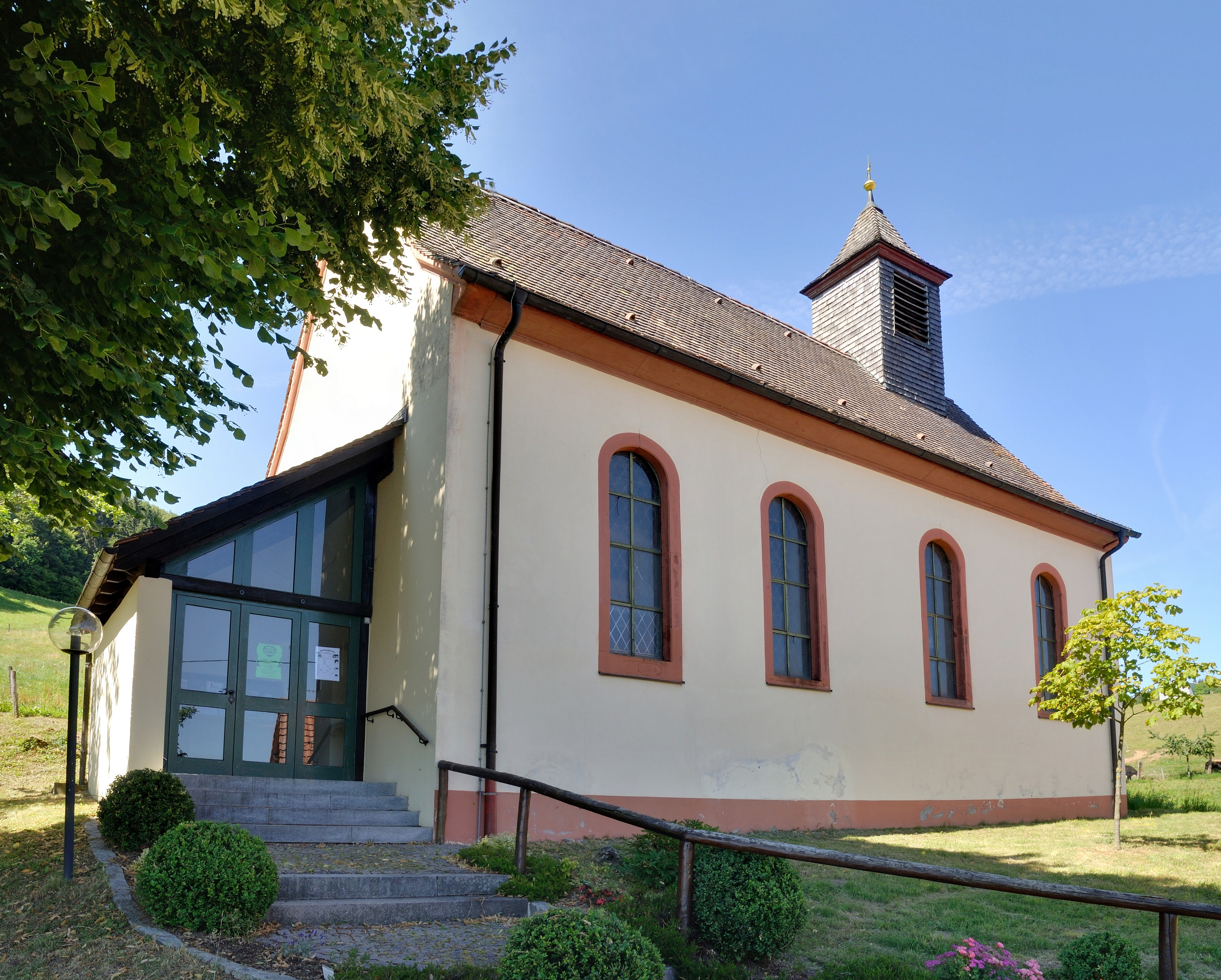
Evangelische Kirche Gresgen
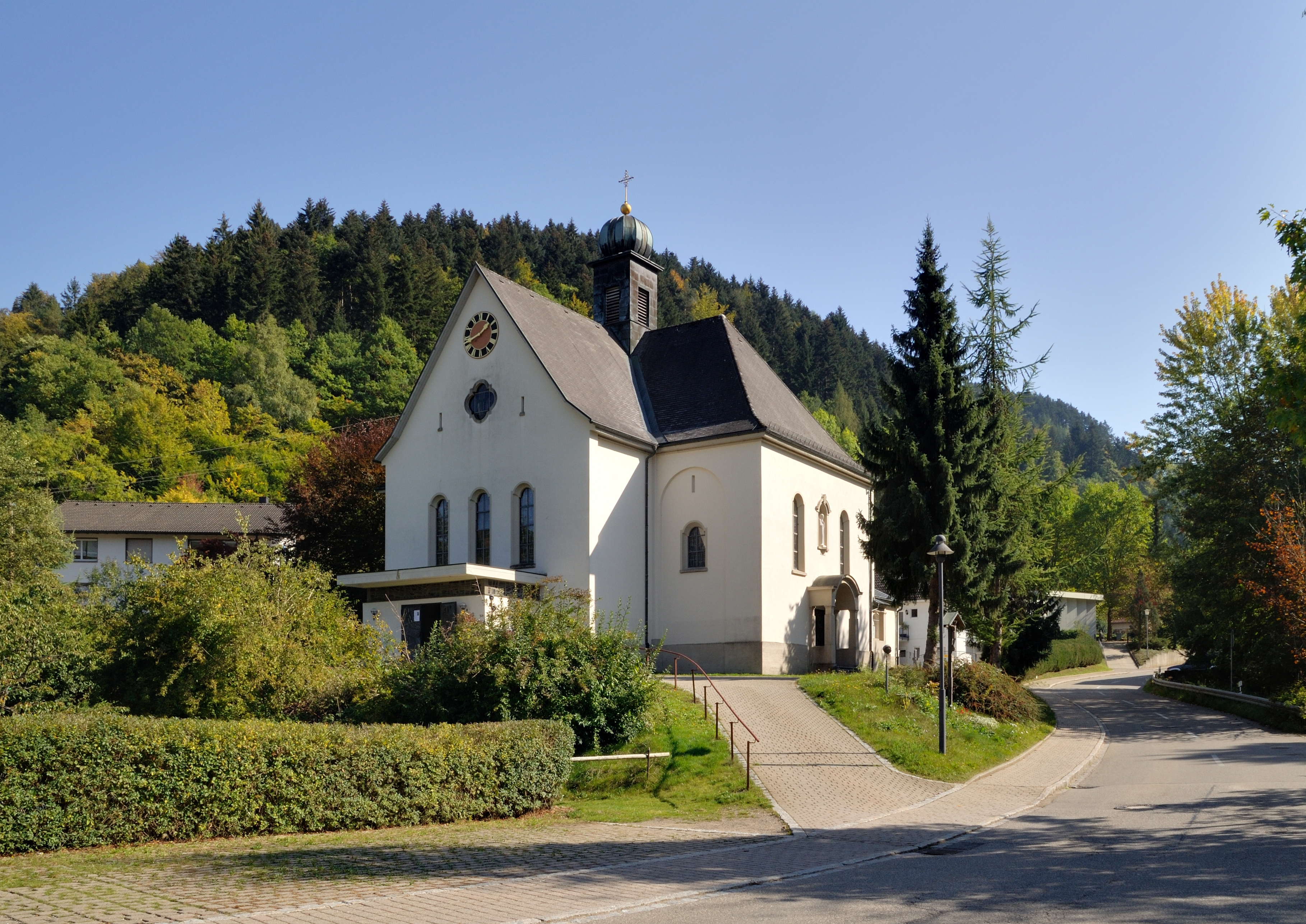
Mariä Himmelfahrt in Atzenbach
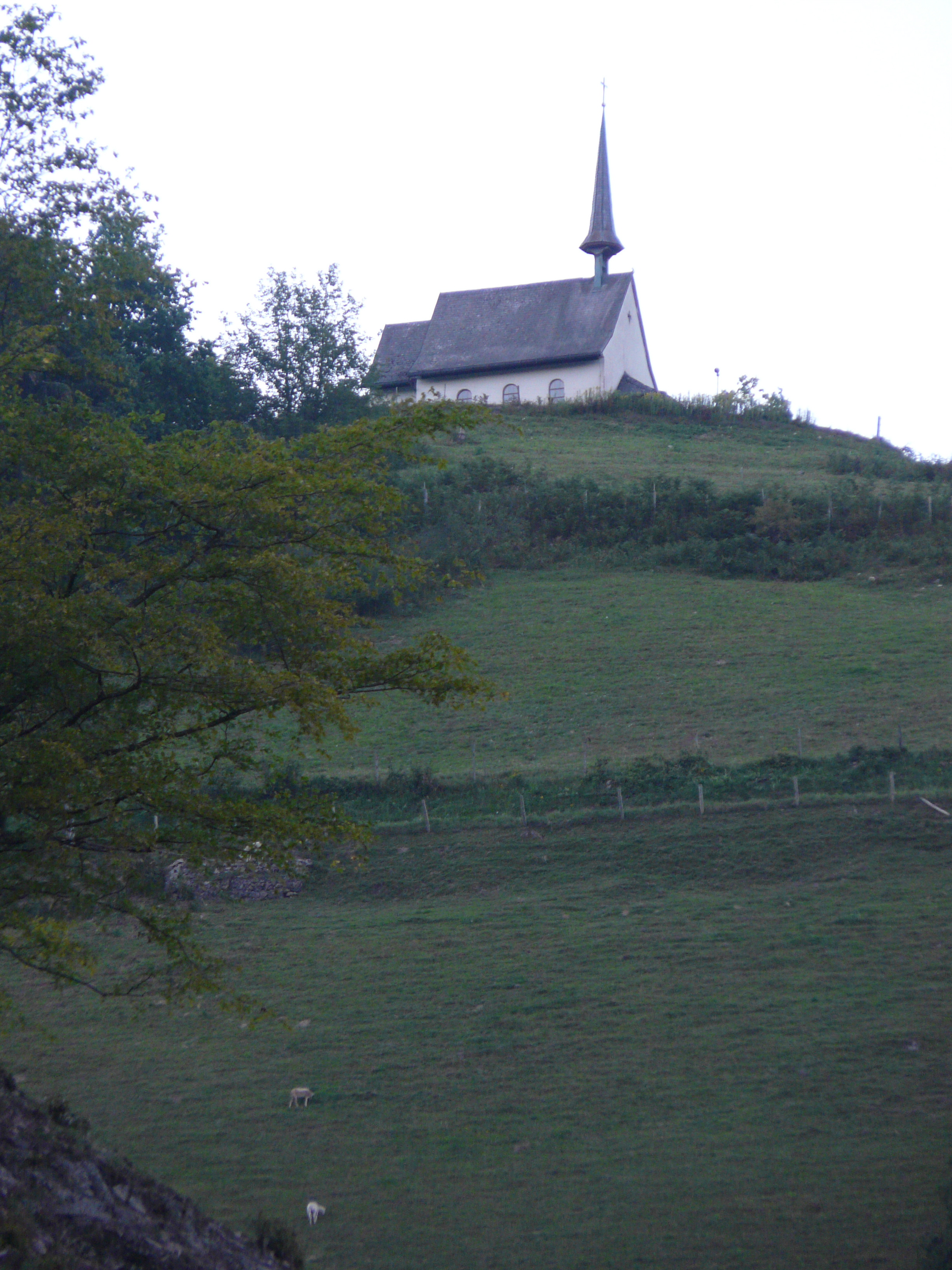
Kapelle Maria Frieden oberhalb von Mambach

#### Textilmuseum und Wildgehege

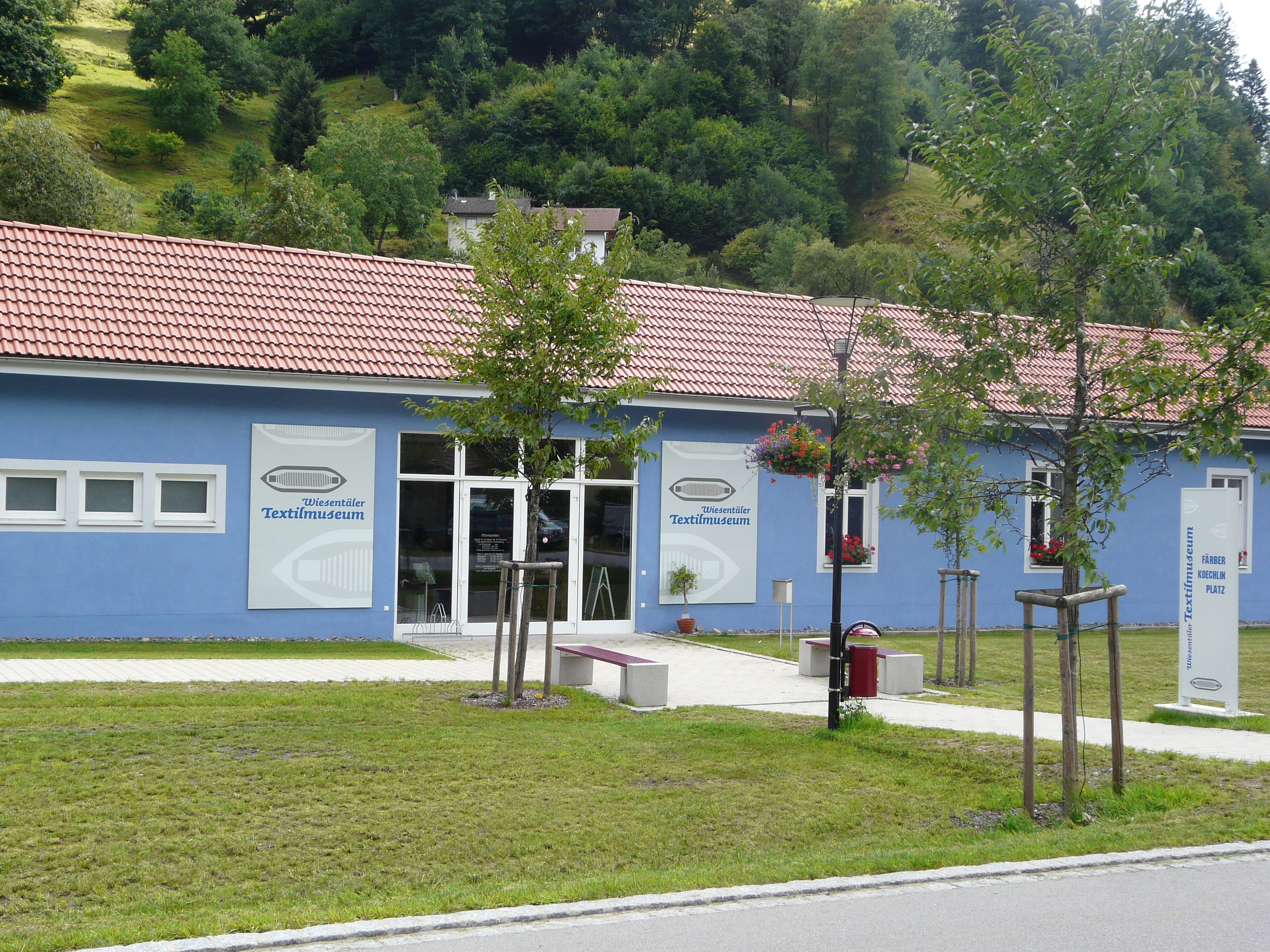
Das auf dem Gelände der ehemaligen Webi eingerichtete Wiesentäler Textilmuseum

Das 1996 eröffnete Wiesentäler Textilmuseum informiert über die Entwicklung der Textilindustrie, die seit der Mitte des 19. Jahrhunderts den wichtigsten Wirtschaftssektor der Region darstellte. Zu den betriebsbereiten Ausstellungsstücken aus der Geschichte der Textilproduktion gehören mechanische Webstühle, Spinnmaschinen, Schuss-Spulmaschinen und Färbereimaschinen. In einer Bilddokumentation werden die Entwicklungsetappen von der Heimarbeit über die Manufakturen zur industriellen Produktion dargestellt.
Etwas oberhalb des Wohngebietes Schwarznau wurde 1971 auf private Initiative hin ein Wildgehege eingerichtet, in dem heute Dam- und Rothirsche sowie Wildschweine zu sehen sind. Die Fläche des Geheges beträgt 3,6 Hektar.

### Regelmäßige Veranstaltungen

#### Zeller Fasnacht

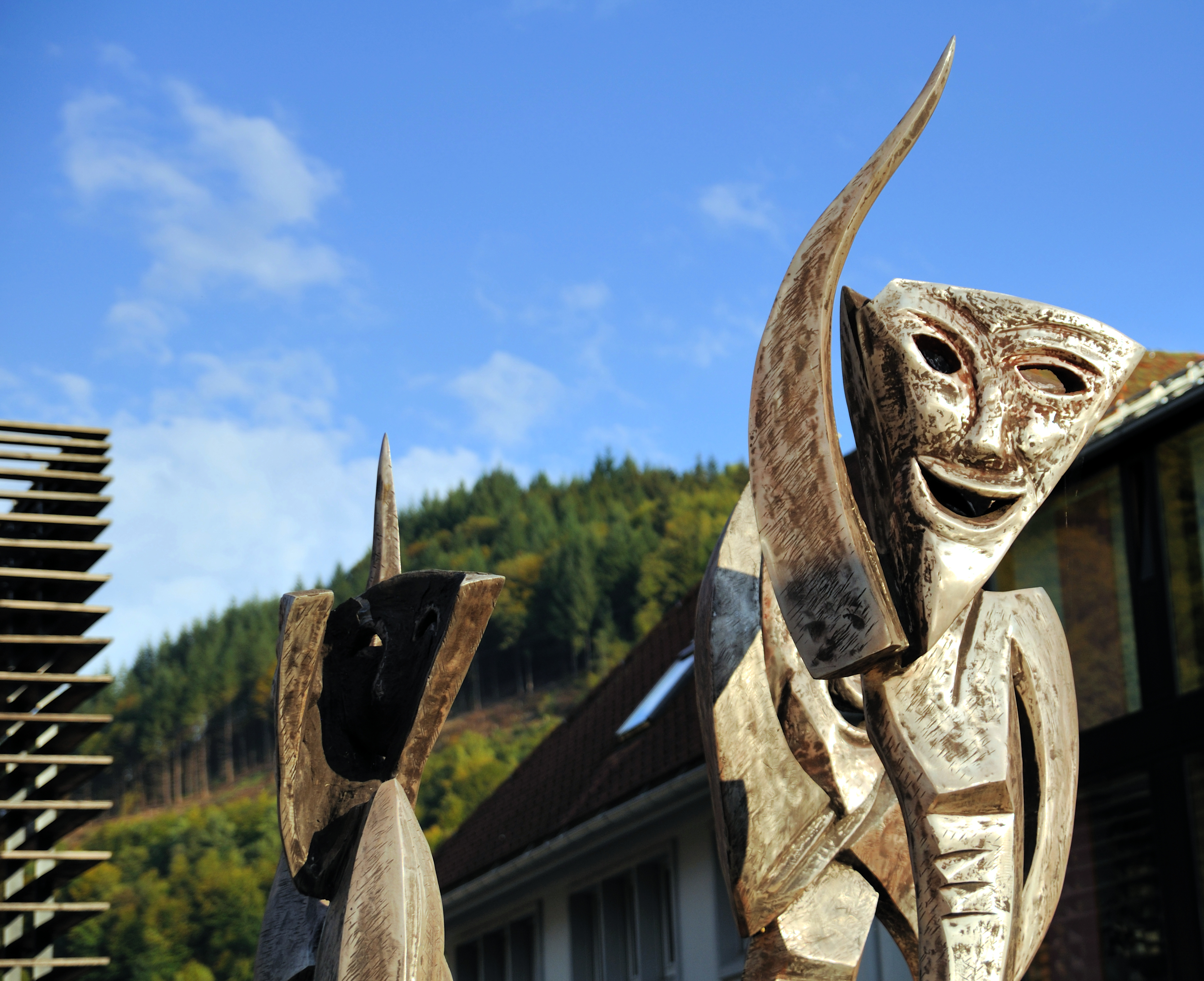
Detail des Fasnachtsbrunnens vor dem Zeller Rathaus

Die Zeller Fasnacht ist das größte Volksfest in Zell im Wiesental. Sie wurde 1627 erstmals urkundlich erwähnt und hat somit nachweislich eine sehr lange Tradition. Bis ins 19. Jahrhundert wurde die Fasnacht ohne irgendwelche organisatorischen Strukturen durchgeführt. Erst ab der Mitte des 19. Jahrhunderts wurden durch die örtlichen Vereine einzelne Veranstaltungen wie „Schauzüge“, „Bunte Abende“ oder „Fasnachtstänze“ organisiert. Seit mindestens 1927 obliegt die Organisation der Zeller Fasnacht der Fasnachtsgesellschaft Zell. Getragen wird die Zeller Fasnacht allerdings nicht von der Fasnachtsgesellschaft, sondern von den einzelnen Ortsteilen, die sich in sogenannten Vogteien fasnächtlich organisieren. Die älteste dieser Vogteien ist die im Jahr 1897 gegründete Talvogtei Grönland. Die Vogteien halten jährlich, vor der eigentlichen Straßenfasnacht, ihre Vogteiabende oder „Chappeobe“ ab. Dabei wird das Publikum in Wirtshaussälen oder in der Stadthalle närrisch unterhalten. Das Oberhaupt der Zeller Fasnacht ist der „Hürus“. Seine Amtszeit beginnt jeweils am „Ölfte Ölfte“, dem 11. November, an dem die Zeller Fasnacht beginnt. Die Amtszeit des Hürusses endet am Fasnachtsdienstag, Punkt 24 Uhr. Die Figur des Hürusses hat einen Bezug zur Zeller Geschichte: Die Herren von Schönau, die das Meieramt über Zell ausübten, trugen über Jahrhunderte meist den Beinamen Hürus, was so viel wie „stolzer, mächtiger Mann“ bedeutet.
Eine weitere Besonderheit der Zeller Fasnacht ist das „Altwiiberrenne“, das seit annähernd hundert Jahren am Abend des Fasnachtsdienstages in der Kirchstraße stattfindet. Die teilnehmenden „Alten Weiber“ sind üblicherweise verkleidete junge Männer, die einen Hindernisparcours meistern.

#### Zeller Freilichtspiele
Zwischen 1996 und 2010 veranstaltet die Zeller Trachtengruppe die Zeller Freilichtspiele, die jeweils in Abständen von einigen Jahren stattfinden. Initiator dieser Theatervorstellungen war der Zeller Heimatdichter Gerhard Jung, der anlässlich seines 70. Geburtstages seiner Heimatstadt 1996 das Revolutionsstück „Ein Tag im April“ widmete. Im gleichen Jahr wurde das Stück auf dem Areal der ehemaligen Weberei aufgeführt. Über 7.000 Besucher sahen das Jungsche Stück, das den Einzug der Revolutionsgruppen um Georg Herwegh im April 1848 in Zell als Vorlage hatte. Nach dieser großen Resonanz wurde „Ein Tag im April“ 1998, 150 Jahre nach der Badischen Revolution, nochmals aufgeführt.
In den Jahren 2004 und 2007 fanden die Freilichtspiele im Ortsteil Grönland vor der „Seilerburg“ statt, dem Vereinsheim der Fasnachtsvogtei Grönland. Das vorerst letzte Stück war Der fröhliche Weinberg von Carl Zuckmayer. Es kam im Jahr 2010 auf dem Rathausplatz zur Aufführung.
Bisher kamen bei den Zeller Freilichtspielen zur Aufführung:
- Ein Tag im April (Gerhard Jung, 1996 und 1998)
- Montfort oder die erste Zeller Fabrik (Gerhard Jung, 2004)
- Ein Sommernachtstraum (William Shakespeare, 2007)
- Der fröhliche Weinberg (Carl Zuckmayer, 2010)

### Sport und Vereine
Zahlreiche Vereine in Zell stehen im Zusammenhang mit der Zeller Fasnacht. Neben den „Vogteien“ Mittelstadt, Obertal, Sunneland, Grönland, Innegmei, Paradies, Schwyz, Adelsberg, Gresgen, Riedichen, Mambach und der Atzenbacher Narrenzunft bestehen die Musikformationen des „Fanfarenzuges“ und die Guggenmusik „Zeller Noteknacker“.
Neben diesen beiden Vereinen widmen sich noch zahlreiche weitere Vereine der Musik: In Zell („Stadtmusik“), Mambach („Feuerwehrmusik“) Gresgen und Atzenbach gibt es Blasmusikkapellen. Die Kirchengemeinden Zell und Atzenbach haben ihre eigenen Kirchenchöre, die seit 2012 als Chorgemeinschaft firmieren, und in Atzenbach, Zell, Gresgen, Riedichen und Pfaffenberg bestehen Männerchöre bzw. -gesangsvereine.
In der Stadt Zell bestehen mehrere Sportanlagen. Ein Fußballplatz mit Leichtathletikanlage wurde auf dem „Grendel“ zwischen Hausen und Zell errichtet, Sporthallen gibt es in der Stadt Zell selbst im Schulviertel und in der Nähe des Bahnhofs sowie in den Teilorten Atzenbach und Gresgen. Im Nordosten des Stadtgebietes, im „Grönland“, sind außerdem ein Freibad und nicht weit davon entfernt eine Tennisanlage. Diese Sportanlagen werden von verschiedenen Vereinen genutzt: In der Kernstadt gibt es den Fußballclub FC Zell, den Tennisclub TC Zell, die Sportvereine SC und TV Zell sowie die aus einer Fusion zweier Vereine hervorgegangene Ringgemeinschaft Hausen-Zell. Einen weiteren Sportverein (der sich stark dem Ringsport widmet) gibt es in Gresgen.
In der Schützengesellschaft 1862 e. V. wird neben Schieß- auch Bogensport betrieben, wobei die Zeller Bogenschützen schon Deutsche Vizemeister stellen konnten.
Weitere Vereine widmen sich dem Angel- und Hundesport sowie der Kleintierzucht, außerdem bestehen Ortsgruppen des Deutschen Roten Kreuzes, der DLRG und des Schwarzwaldvereins. Weitere Vereine mit sozialen und fürsorglichen Zwecken sind die Zeller Kolpingfamilie, die Arbeiterwohlfahrt, der Verein „Cabanja“ für Frieden und Entwicklung, der VdK und der türkisch-islamische Kulturverein „Diyanet“.
Am 27. Juni 1971 fuhr die Tour de France 1971 durch Zell. Dies war Teil der Etappe von Basel nach Freiburg.

## Wirtschaft und Infrastruktur

### Flächennutzung
290 Hektar der Zeller Gemarkung sind als Siedlungs- und Verkehrsfläche ausgewiesen, was rund 8 % der Gemarkungsfläche entspricht. Die weiträumige Verteilung der Zeller Teilorte über das Zeller Bergland spiegelt sich in einer großen Waldfläche wider, die fast zwei Drittel der gesamten Gemarkung ausmacht (2347 Hektar). Als landwirtschaftliche Fläche ausgewiesen sind 950 Hektar bzw. 26,3 % der Gemarkung.

### Ansässige Unternehmen

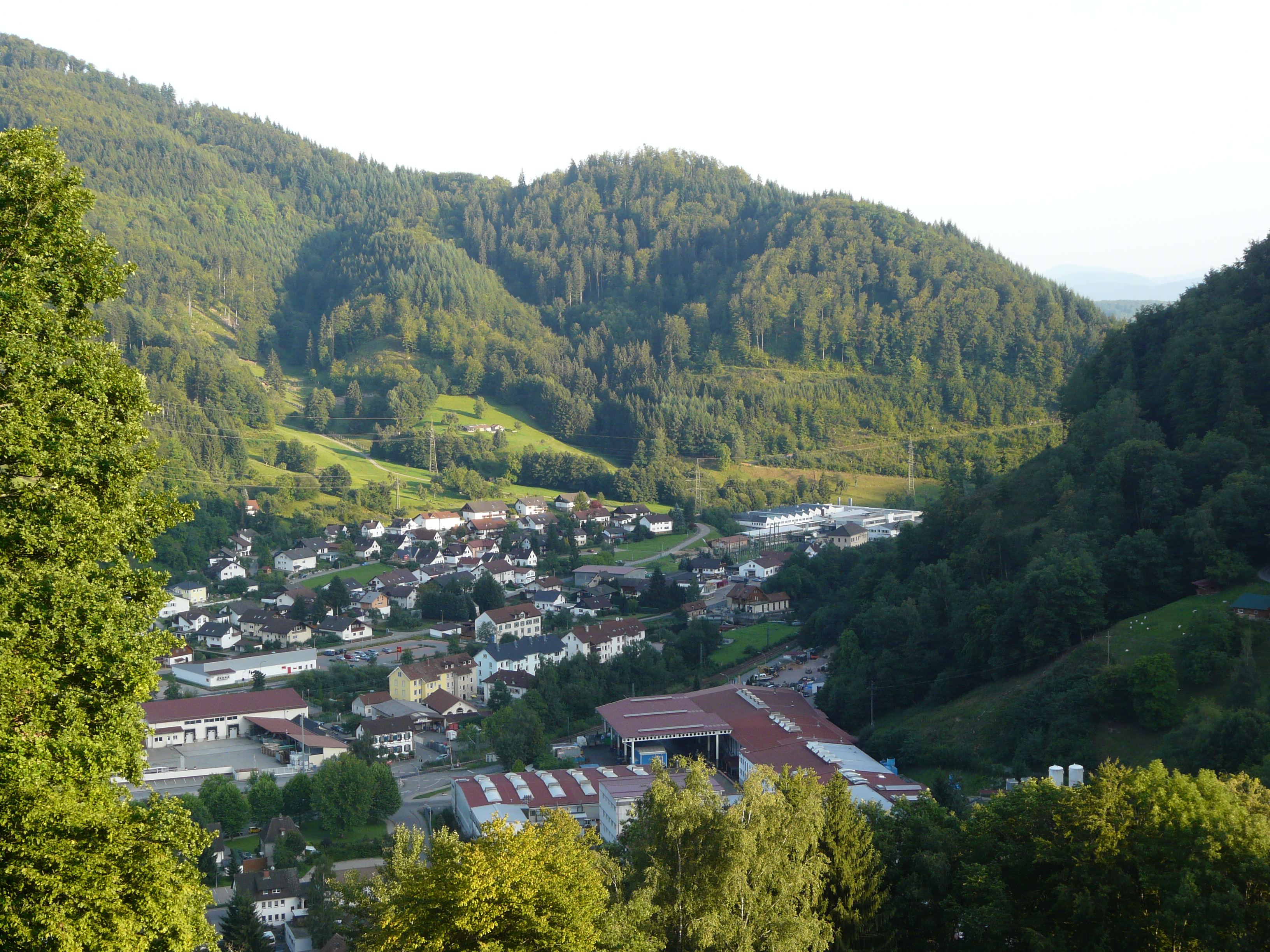
Blick auf den südwestlichen Teil von Zell von Westen aus. Zu erkennen ist das Gewerbegebiet um den Bahnhof (Mitte rechts), das Gewerbegebiet auf der Schwarznau im rechten Hintergrund und die Verengung des Wiesentales in Richtung Grendel

2022 bestanden in Zell vier Betriebe des verarbeitenden Gewerbes, die zusammen 661 Menschen beschäftigten. Bedeutendster Arbeitgeber am Ort ist der Automobilzulieferer Mahle GmbH mit rund 530 Beschäftigten. Ursprung des Zeller Mahle-Standortes ist die Firma Carl Pleus, die 1919 in Krefeld gegründet und im Zuge des Zweiten Weltkrieges nach Zell verlegt wurde. Weiter von Bedeutung ist der Standort der Benninger AG, der 1991 durch den Aufkauf der Maschinenfabrik Krückels entstand.
Seit 1855 bestand in Zell eine Nebenstelle der Bezirkssparkasse Schönau, 1898 wurde die Sparkasse Zell i.W. gegründet, die 1913 mit der Sparkasse Atzenbach fusionierte. Weitere Gewährträgergemeinden waren Adelsberg, Atzenbach, Mambach, Pfaffenberg und Riedichen, ab 1928 auch Gresgen und Hausen und ab den 1970er Jahren auch Häg; Nach den Gemeindefusionen im Zuge der Verwaltungsreform reduzierte sich diese Zahl auf Zell, Hausen und Häg-Ehrsberg. 2003 fusionierte die Sparkasse Zell i.W. mit der Sparkasse Schopfheim zur Sparkasse Schopfheim-Zell; vor ihrer Fusion war die Zeller Sparkasse die kleinste Sparkasse in Baden-Württemberg, galt jedoch als ertragsstark. 2017 fusionierte die Sparkasse Schopfheim-Zell mit der Sparkasse Schönau-Todtnau zur Sparkasse Wiesental. Ein weiteres Bankgeschäft in Zell wurde 1953 mit der Filiale der Volksbank Schopfheim (heute Volksbank Dreiländereck) eröffnet.
Weiter von Bedeutung sind das Handwerk (1995: 50 Betriebe mit 347 Beschäftigten) und Handel und Gastgewerben (1993: 69 Betriebe mit 421 Beschäftigten). Die Anzahl der Übernachtungen belief sich auf 15000 im Jahr 2021.
Darüber hinaus gibt es noch 51 landwirtschaftliche Betriebe, der Großteil davon im Nebenerwerb (84 %). Die durchschnittliche Betriebsgröße dieser Betriebe liegt bei 18,7 Hektar (Stand: 2020), der Fokus liegt auf der Viehwirtschaft, insbesondere Rinder, Hühner und Schafe. Folglich ist auch fast die gesamte landwirtschaftliche Fläche Dauergrünland, lediglich 1 Prozent wird als Ackerland genutzt.
Insgesamt gibt es in Zell 1376 sozialversicherungspflichtige Arbeitsplätze, 824 davon waren von Einpendlern besetzt, entsprechend 534 von Bewohnerinnen und Bewohnern von Zell. 2041 Zellerinnen und Zeller sind Auspendler, insgesamt wohnen in Zell 2575 sozialversicherungspflichtig Beschäftigte (Stand: 2022).

### Verkehr

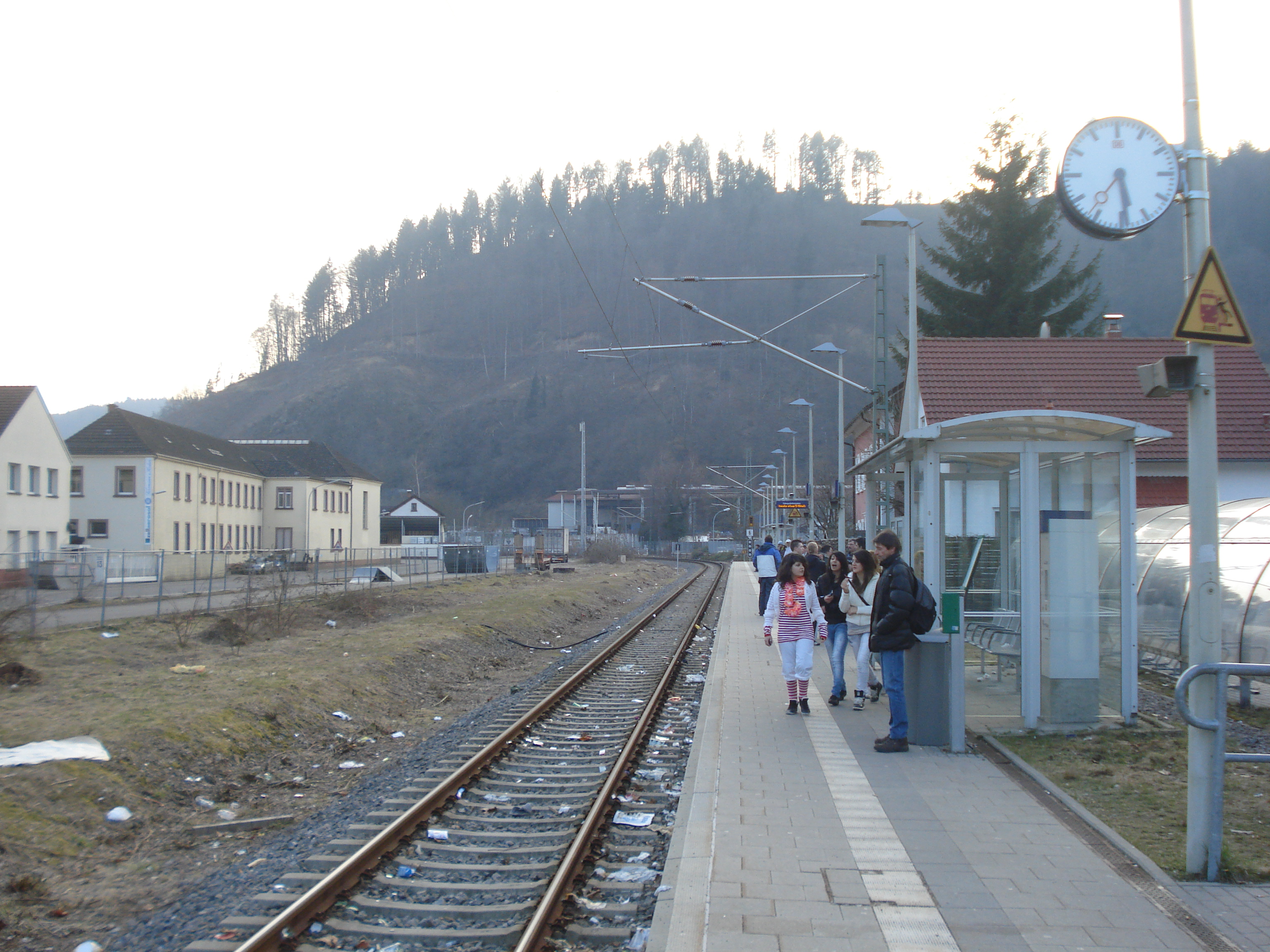
Zeller Haltestelle der S-Bahn Basel

Die Stadt ist vom Bahnhof Zell (Wiesental) aus mit der Wiesentalbahn (Linie S6 der S-Bahn Basel) mit Lörrach und Basel verbunden; darüber hinaus verfügt sie über einige lokale und regionale Busverbindungen. Sie gehört dem Regio Verkehrsverbund Lörrach an. Von 1889 bis 1967 verkehrte zudem von Zell aus eine Schmalspurbahn bis nach Todtnau, die zusätzlich in den Stadtteilen Atzenbach und Mambach Haltepunkte bediente.
Die Bundesstraße 317 (B 317) von Weil am Rhein nach Titisee-Neustadt entlang der Talachse des Wiesentals verbindet Zell mit dem überregionalen Straßennetz. Die Bundesstraße bildet eine östliche Ortsumfahrung des Ortskern von Zell. Auf dem Stadtgebiet befindet sich der Tunnel Freiatzenbach als Teil der B 317.
Über zahlreiche Kreis- und Landesstraßen werden die Seitentäler des gebirgigen Gemarkungsgebietes erschlossen. Von Mambach aus führt einer der höchstgelegenen Pässe im Landkreis, der St.-Antoni-Pass, von Zell nach Todtmoos in den benachbarten Landkreis Waldshut.
Durch Zell im Wiesental führt der 54 Kilometer lange Wiesental Radweg, der von Todtnau kommend quer durch den Landkreis Lörrach bis nach Basel führt.

### Bildung
Neben der Montfort-Realschule und einer Grundschule (Gerhard-Jung-Schule) – Werkrealschule bis 2018 - in der Kernstadt gibt es in Atzenbach und Gresgen Grundschulen. Die Johann-Faller-Förderschule wurde 2019 aufgelöst, die Sprachheilschule zog 2019 nach Hausen um.  Die nächstgelegenen Gymnasien sind das Gymnasium Schönau und das Theodor-Heuss-Gymnasium Schopfheim. Für die jüngsten Einwohner gibt es drei kommunale und einen evangelischen Kindergarten. 1998 eröffnete die SRH Fernhochschule ein Studienzentrum in der Constanze-Weber-Gasse, wo Studierende der Fernhochschule die Möglichkeit haben, Begleitveranstaltungen zu besuchen und Klausuren abzulegen sowie sich vor Ort zu informieren.

## Persönlichkeiten

### Söhne und Töchter

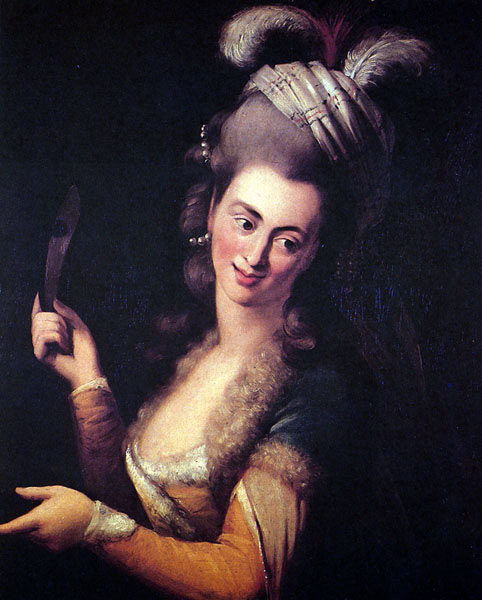
Aloisia Weber als Zémire in Grétrys Oper Zémire et Azor, etwa 1784

Franz Fridolin Weber wurde 1733 als Sohn des Amtmannes in Zell geboren. 1754, mit erst 21 Jahren, wurde er von Freiherr Ignaz Ludwig von Schönau ebenfalls zum Amtmann ernannt, und 1756 heiratete er die aus Mannheim stammende Cäcilia Stamm. Zu Beginn der 1760er Jahre kam es zu Streitigkeiten zwischen dem Amtmann und dem Freiherrn, in dessen Folge Weber 1764 nach Mannheim zog. Rund eineinhalb Jahre zuvor, am 5. Januar 1762, war Webers Tochter Constanze in Zell geboren worden, die später Wolfgang Amadeus Mozart heiratete. Eine weitere in Zell geborene Tochter Webers war die Sängerin und Gesangspädagogin Aloisia Lange, die zwischen 1759 und 1761 in der Stadt zur Welt kam. Johann Faller wurde zwar in Todtnau geboren, arbeitete jedoch in verantwortlicher Position in der Zeller Textilindustrie und setzte sich für die sozialen Belange in Zell ein, unter anderem mit der Gründung einer Lesegesellschaft und der Zeller Feuerwehr, mit finanzieller Unterstützung für Vereine und mit günstigen Krediten für den Wohnungsbau. Als Abgeordneter der II. Kammer der Badischen Ständeversammlung bewirkte er außerdem den Bau mehrerer Straßen im Oberen Wiesental.
Severin Kern (1900–1986) war von 1950 bis 1972 Oberbürgermeister von Villingen.
1903 wurde Karl Müller als Sohn eines Textilarbeiters in Zell geboren. Während des Nationalsozialismus als Gewerkschafter und Kommunist verfolgt, inhaftiert und zum Dienst im Strafbataillon 999 gezwungen, wurde er nach der Entlassung aus sowjetischer Kriegsgefangenschaft Mitglied der SED und Redakteur der Sächsischen Zeitung.

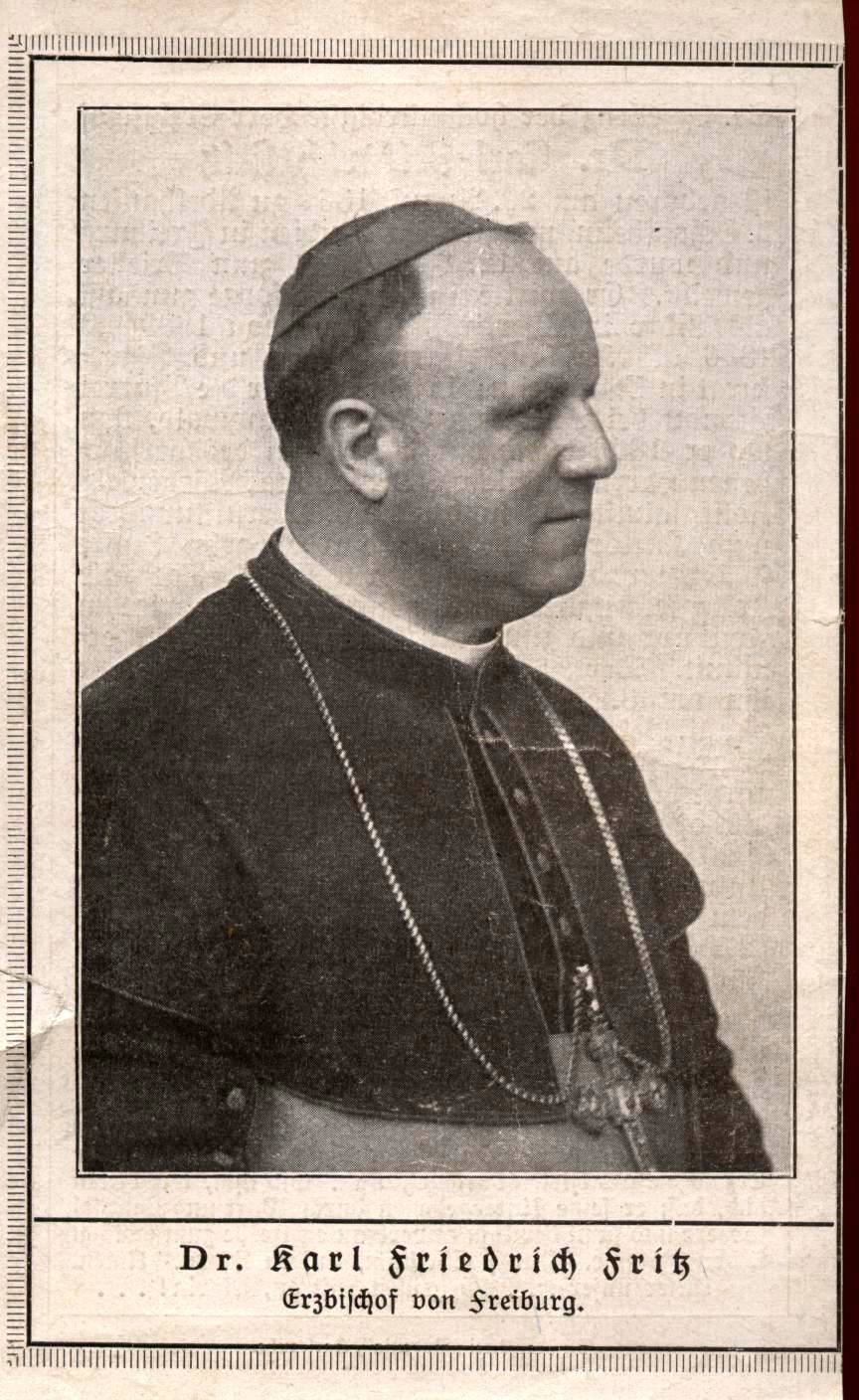
Erzbischof Karl Fritz, Erinnerungsbildchen von der Inthronisation, 1920

Gerhard Jung (1926–1998) wurde am 10. August 1926 in Zell geboren. Er wurde als Mundartdichter und Schriftsteller im Wiesental und darüber hinaus bekannt und erhielt 1973 die Johann-Peter-Hebel-Plakette der Gemeinde Hausen, 1974 den Johann-Peter-Hebel-Preis des Landes Baden-Württemberg. 1997 wurde Jung darüber hinaus mit dem Bundesverdienstkreuz ausgezeichnet, seit 1986 war er Ehrenbürger seiner Heimatstadt. Auch Jungs Sohn Markus Manfred wurde in Zell geboren. Wie sein Vater ist auch er als Mundartdichter und Schriftsteller bekannt.
Ebenfalls aus Zell stammt der Bankmanager und Kunstsammler Manfred Meier-Preschany, der hier am 21. Januar 1929 geboren wurde.
Neben Gerhard Jung hat die Stadt Zell fünf weiteren Männern das Ehrenbürgerrecht verliehen: Karl Fritz wurde zwar in Adelhausen geboren, stammte aber aus einer Pfaffenberger Familie und verbrachte dort auch Teile seiner Jugendzeit. Nach abgeschlossenem Theologiestudium feierte er am 12. Juli 1888 in Zell seine Primiz, nach weiteren Stationen wurde er 1920 Erzbischof von Freiburg. Sein vierzigjähriges Priesterjubiläum feierte er 1928 in Zell und erhielt aus diesem Anlass die Ehrenbürgerschaft. Karl Bernhard Wittig hatte zunächst in der Spinnerei Zimmerlin-Forcart gearbeitet, machte sich aber 1885 selbstständig und gründete eine Textilmaschinenfabrik. Für seine sowohl industriellen als auch sozialen Verdienste wurde ihm 1935 das Ehrenbürgerrecht zugesprochen. Dritter Ehrenbürger wurde Bernhard Lederer, der von 1957 bis 1985 das Amt des Zeller Bürgermeisters versah. Hans Fräulin wurde im Oktober 1995 zum Ehrenbürger ernannt. Fräulin war lange Jahre als Kommunalpolitiker aktiv gewesen und hatte sich sehr für den Bau des Zeller Bürgerheims eingesetzt. Nach ihm wurde auch der Platz benannt, an dem das Bürgerheim liegt. Daneben hatte er sich in der Heimatpflege und Heimatforschung engagiert und war der Verfasser des 1999 erschienenen Ortsgeschichtsbuches. Franz Wolfgang Leppert wurde beim Neujahrsempfang 2006 wegen seines dreißigjährigen Wirkens als Stadtpfarrer der Katholischen Pfarrei St. Fridolin in Zell zum Ehrenbürger ernannt.

### Weitere Söhne und Töchter der Stadt
- Franz Anton von Weber (1734–1812), Kapellmeister
- Josepha Hofer (1761–1819), Sopranistin, Schwägerin Mozarts
- Sophie Haibel (1763–1846), Sängerin, Schwägerin und Krankenpflegerin Mozarts
- Franz Joseph Dietschy (1770–1842), Brauereiunternehmer aus Pfaffenberg
- Johann Nepomuk Berolla (1777–1849), badischer Oberamtmann
- Rudolf Vogel (1882–1970), Materialforscher und Metallograph
- Camill Montfort (1890–1956), Botaniker und Hochschullehrer
- Hermann Specht (1892–1968), Landrat in Heidelberg, Landtagsabgeordneter
- Fritz Eiche (1902–1967), Politiker (SPD, KPD)
- Karlheinz Weber (* 1934), Fernschachspieler
- Carola Horstmann (* 1948), Mundartautorin und Heimatdichterin
- Michaela Fuchs (* 1949), Klassische Archäologin
- Heidi Knoblich (* 1954), Roman-, Kinderbuch- und Bühnenautorin, Sprecherin
- Arnulf Krause (* 1955), Mediävist
- Stefan Gorißen (* 1960), Historiker

### Ehrenbürger
Die Stadt Zell im Wiesental hat bisher sechs Bürgern das Ehrenbürgerrecht ausgesprochen. Die erste Verleihung fand 1928 statt. Von den Trägern wurde im Jahr 2021 eine Portraitgalerie im Rathaus eingerichtet.
- 1928: Karl Fritz
- 1935: Karl Bernhard Wittig
- 1986: Gerhard Jung
- 1995: Hans Fräulin
- 1999: Bernhard Lederer
- 2006: Franz Wolfgang Leppert